# Sergueï Rachmaninov
Pour les articles homonymes, voir Rachmaninov.
Œuvres principales
- Concerto pour piano no 2 (1901)
- Symphonie no 2 (1908)
- L'île des morts (1909)
- Concerto pour piano no 3 (1909)
- 24 Préludes (1892, 1901-03, 1910)
- Les Cloches (1914)
- Rhapsodie sur un thème de Paganini (1934)
- Symphonie no 3 (1936)
- Danses symphoniques (1940)

Liste des œuvres de Sergueï Rachmaninov
Sergueï Rachmaninov (en russe : Сергей Рахманинов), souvent désigné dans les pays francophones sous le nom de Serge Rachmaninoff, né le 1er avril 1873 à Semionovo (Empire russe) et mort le 28 mars 1943 à Beverly Hills (États-Unis), est un compositeur, pianiste virtuose et chef d'orchestre russe, naturalisé américain.
Considéré comme l'un des meilleurs pianistes de son époque, il est en tant que compositeur l'un des derniers grands représentants du romantisme dans la musique classique russe. D'abord fortement influencé par Tchaïkovski, Rimski-Korsakov et d'autres compositeurs russes, il développe un idiome tout à fait personnel — et reste indifférent à l'évolution de son époque. Sa composition est remarquable pour son timbre mélodique, son expressivité et ses riches couleurs orchestrales. Le piano occupe une place prépondérante dans les compositions de Rachmaninov, qui met un point d'honneur à utiliser ses talents d'interprète pour explorer pleinement les possibilités expressives et techniques de l'instrument. Il laisse plusieurs enregistrements de ses propres œuvres.
Né dans une famille de musiciens, Rachmaninov se met au piano à l'âge de quatre ans. Il étudie avec Anton Arenski et Sergueï Taneïev au Conservatoire Tchaïkovski de Moscou et obtient son diplôme en 1892, ayant déjà composé plusieurs pièces pour piano et orchestre. En 1897, après la création désastreuse de sa Symphonie no 1, Rachmaninov entre dans une dépression de quatre ans et compose peu jusqu'à ce qu'une thérapie de soutien réussie lui permette d'achever son Concerto pour piano no 2 en 1901, qui est accueilli avec enthousiasme. Au cours des seize années suivantes, Rachmaninov dirige le théâtre Bolchoï, s'installe à Dresde, en Allemagne, et effectue sa première tournée aux États-Unis.
Chassés de Russie par la révolution de 1917, Rachmaninov et sa famille s'installent à New York en 1918. Dès lors, ce sont ses prestations de pianiste et de chef d'orchestre qui assurent l'essentiel de ses revenus, tandis que sa productivité musicale se réduit faute de temps : c'est ainsi que six œuvres seulement verront le jour aux États-Unis, dont la Rhapsodie sur un thème de Paganini, la Symphonie no 3 et les Danses symphoniques. En 1942, sa santé décline et les Rachmaninov déménagent à Beverly Hills, en Californie où il meurt l'année suivante d'un mélanome.

## Translittération et orthographe du nom
Sergueï Vassilievitch Rachmaninov (en russe : Сергей Васильевич Рахманинов) a toujours écrit son nom en lettres latines Serge Rachmaninoff, avec le prénom en français et deux « f » (car telle était la transcription française, langue internationale d'alors, et aussi probablement parce que c'était le seul moyen de faire prononcer son nom à peu près correctement par les anglophones, le /v/ étant prononcé [f] en position finale).

## Biographie

### 1873-1885: enfance
Sergueï Vassilievitch Rachmaninov (en russe : Сергей Васильевич Рахманинов) naît le 1er avril 1873 (le 20 mars 1873 du calendrier julien) dans une famille de la petite noblesse russe, dans le domaine familial du village de Semionovo, près de Staraïa Roussa,. Vassili Arkadievitch Rachmaninov (1841-1916), le père de Sergueï, officier dans l'armée, est un homme charmant et un père affectueux, mais prodigue, dépensier et, paraît-il, joueur. Lyubov (Lioubov) Petrovna Boutakova (1853-1929), sa mère peu aimante et aimée, est la fille d'un général. La famille Rachmaninov a de forts penchants musicaux et militaires. Son grand-père paternel, Arkady Alexandrovich est musicien et a pris des leçons auprès du compositeur irlandais John Field,,. De son père, Sergueï hérite notamment le goût des chevaux et de la musique. Des cinq propriétés de la dot maternelle, seule reste Oneg (située près de Novgorod), où Sergueï vit de quatre à neuf ans, et qui est vendue aux enchères en 1882,. Le couple a trois fils et trois filles, Sergueï étant leur troisième enfant,,.
En 1877, Sergueï Rachmaninov a quatre ans. Sa mère Lioubov remarque sa capacité à reproduire des passages de mémoire sans fausse note. Avec les conseils d'Arkady, elle engage à demeure Anna Ornazkaïa, diplômée du Collège russe de musique fondé par Anton Rubinstein en 1862 (le futur Conservatoire de Saint-Pétersbourg) pour donner au jeune Sergueï ses premières vraies leçons de piano. Ces cours dureront deux ans, Rachmaninov dédiera à son professeur sa romance pour voix et piano « Spring waters » tirée des douze romances, op. 14.
Les difficultés financières des Rachmaninov font qu'ils n’ont plus désormais les moyens de faire entrer Sergueï et son frère aîné Vladimir dans le prestigieux Corps des Pages qui prépare les officiers de la Garde impériale à laquelle ils étaient destinés. La famille se sépare du domaine d'Oneg en 1882, et emménage dans un appartement à Saint-Pétersbourg,.

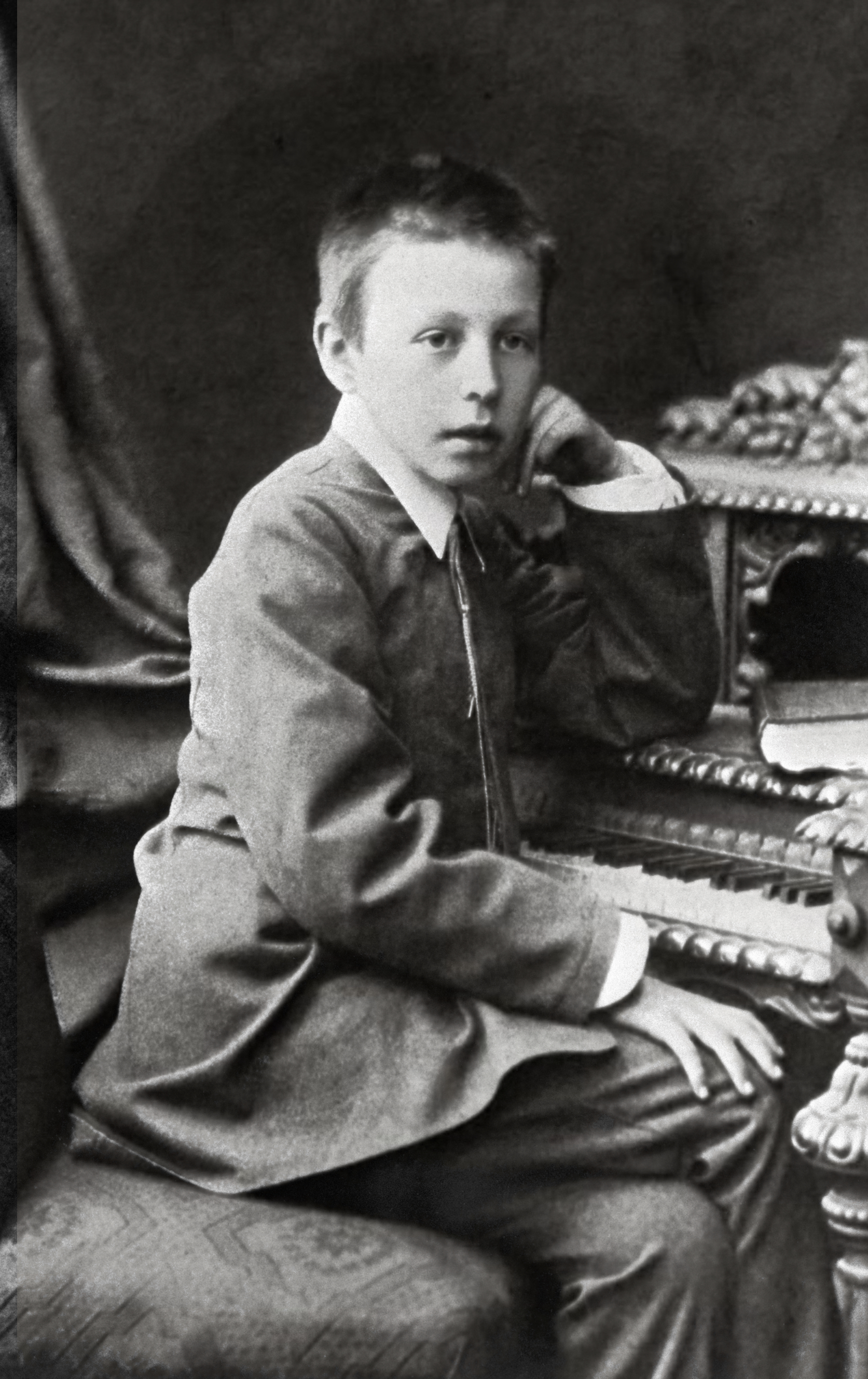
Rachmaninov à l'age de 10 ans, à Saint-Pétersbourg (Russie).

En 1883, Ornazkaïa fait en sorte que Rachmaninov, qui a maintenant 10 ans, puisse étudier la musique au conservatoire de Saint-Pétersbourg. Plus tard dans l'année, sa sœur Sofia meurt de la diphtérie et son père quitte la famille pour Moscou. La mésentente conjugale persistant, Vassili et Lioubov Rachmaninov se séparent. Les enfants demeurent avec leur mère et leur grand-mère, venue en renfort, Sofia Boutakova (1823-1904), la « babouchka » bien-aimée, dont Sergueï est officiellement le petit-fils préféré. À cette grand-mère dévote qui l'emmène dans les églises, le jeune garçon doit une découverte capitale (le chant orthodoxe) et la beauté du son des cloches de la Cathédrale Sainte-Sophie de Novgorod, composantes essentielles de l'âme russe et source d'inspiration pour le futur compositeur,.
En 1885, Rachmaninov subit une nouvelle perte lorsque sa sœur Yelena meurt à l'âge de 18 ans d'une anémie pernicieuse. Cette dernière a eu une influence musicale notable sur Rachmaninov et lui a fait découvrir les œuvres de Piotr Ilitch Tchaïkovski. Pour se reposer, sa grand-mère l'emmène dans une ferme au bord de la rivière Volkhov. Son attitude peu scolaire au Conservatoire fait qu'il échoue aux cours généraux et modifie délibérément ses bulletins de notes,. Sa mère consulte alors Alexandre Ziloti, son neveu, pianiste accompli et élève de Franz Liszt. Il recommande de transférer Rachmaninov au Conservatoire de Moscou pour qu'il y reçoive les leçons de son ancien professeur, plus strict, Nikolaï Zverev.

### 1885-1894: années de formation et premières compositions

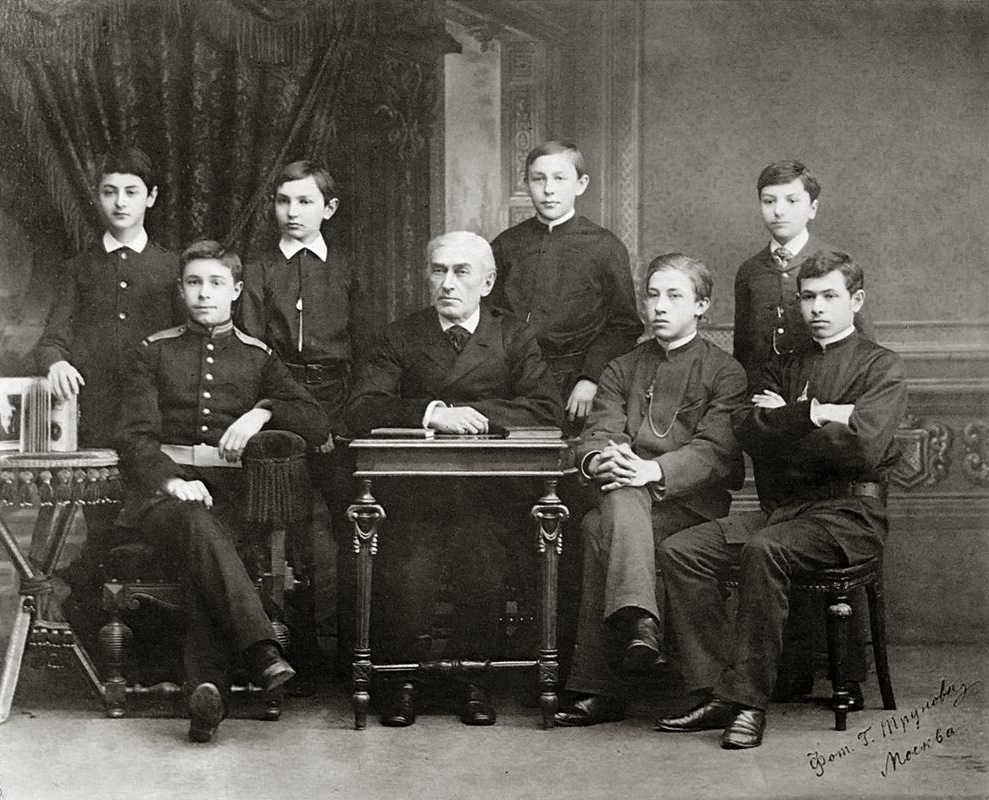
Les élèves de Zverev à la fin des années 1880. Scriabine, en tenue militaire, est le deuxième à partir de la gauche. Rachmaninov est le quatrième à partir de la droite.

Entre douze et seize ans, il est préparé par le professeur Nikolaï Zverev (1832-1893), ami d'Anton Rubinstein et de Tchaïkovski. Zverev est un pédagogue renommé, respecté, rigoureux et sévère. Il prend chez lui quelques élèves doués de sa classe de conservatoire. Logés et nourris, ses pensionnaires doivent se soumettre à une discipline de travail draconienne et être dès six heures du matin devant le piano. Ce professeur exigeant tient à donner à ses élèves une grande ouverture culturelle par sa bibliothèque et en les faisant assister à des représentations théâtrales, à des concerts et à des opéras. Il invite les grands musiciens de passage à Moscou à venir écouter ses protégés. Le jeune Sergueï y rencontre notamment Tchaïkovski, qui apprécie déjà ses dons de jeune pianiste.
Au cours de ces quatre ans, Rachmaninov côtoie au conservatoire ses pairs Josef Lhévinne, Alexandre Goldenweiser et Alexandre Scriabine, avec qui il se lie d'amitié. Après deux ans de cours, le jeune Rachmaninov, âgé de quinze ans, obtient une bourse Rubinstein et devient l'élève de Ziloti en piano avancé. Il étudie l'harmonie, la théorie musicale, puis la fugue et la composition libre avec le jeune Anton Arenski, et le contrepoint avec Sergueï Taneïev,,. À l'image de son maître Zverev, Sergueï « restera sa vie durant un homme organisé, fidèle à ses habitudes, soucieux d'ordre et de ponctualité ».
En 1889, Rachmaninov entre en conflit avec son maître, qui juge le piano incompatible avec la composition,. Zverev, qui pensait que la composition était du gaspillage pour les pianistes talentueux, refuse de parler à Rachmaninov pendant un certain temps et celui-ci s'organise pour quitter son domicile. Il s'installe chez ses cousins Satin à Ivanovka, où il trouvera un vrai refuge. Rachmaninov connaît sa première idylle en la personne de Vera, la plus jeune fille de la famille Skalon, voisine. Il lui dédicace sa première romance pour violoncelle et piano. Il compose également pour les sœurs Skalon sa valse à six mains pour le piano (1890) et la romance de 1891, mais sa mère s'oppose à cette liaison et interdit à Rachmaninov de lui écrire, encourageant au contraire une correspondance avec sa cousine germaine, Natalia Satin, qui deviendra son épouse. On retrouve dans ces lettres certaines des premières compositions de Rachmaninov.

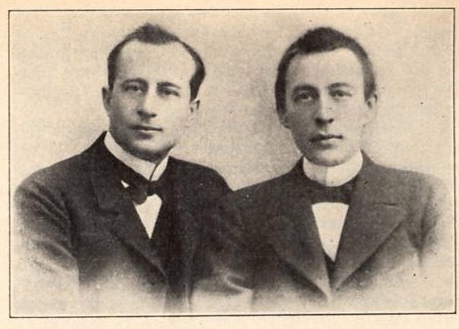
Alexandre Ziloti et Rachmaninov.

Il retournera à plusieurs reprises jusqu'en 1917à Ivanovka, le domaine privé des Satin, près de Tambov, dont le cadre paisible et bucolique devient une source d'inspiration pour Rachmaninov qui élabore de nombreuses compositions pendant son séjour au domaine, notamment son Concerto pour piano no 1 (op. 1), qu'il achève en juillet 1891 et qu'il dédie à Ziloti,. Cette même année, Rachmaninov termine sa Symphonie en ré mineur (dite « Jeunesse ») en un mouvement et un poème symphonique Le Prince Rostislav. Au cours des vacances d'été passées à Ivanovka, ses progrès sont brusquement interrompus à cause d'une grave crise de paludisme,.
Au cours de sa dernière année au Conservatoire, Rachmaninov assiste aux cours de Stepan Smolenski à l'Institut synodal de Moscou. Il donne son premier concert, où il crée son Trio élégiaque no 1 en janvier 1892, suivi de l'exécution du premier mouvement de son Concerto pour piano no 1 deux mois plus tard,. Ziloti quitte le Conservatoire de Moscou après la fin de l'année 1891 et Rachmaninov demande à passer ses examens finaux un an plus tôt afin d'éviter d'être assigné à un autre professeur. Il compose son opéra en un acte Aleko, basé sur le poème narratif Les Gitans d'Alexandre Pouchkine, en dix-sept jours,. Cet opéra, très influencé par La Dame de pique de Tchaïkovski, est créé le 23 avril 1893 au théâtre Bolchoï. Tchaïkovski y assiste et fait l'éloge de Rachmaninov pour son travail. Aleko vaut à Rachmaninov la note maximale — un « 5+ » entouré par Tchaïkovski et additionné de trois autres « + » — et un prix de composition, distinction qui n'avait été décernée auparavant qu'à Taneyev et Arseni Korechtchenko. Zverev, membre de la commission d'examen, offre au compositeur sa montre en or, mettant ainsi fin à des années de brouille. Le 29 mai 1892, le Conservatoire délivre à Rachmaninov un diplôme qui lui permet de se présenter officiellement comme un « artiste libre »,. Rachmaninov, à vingt ans, commence une carrière brillante de virtuose et de compositeur. Il écrit dans les années 1892-1893 de nombreuses œuvres, le Prélude en ut dièse mineur, le Trio élégiaque no 2 à la mémoire de Tchaïkovski mort du choléra, son poème symphonique Le Rocher, dédié à Rimsky-Korsakov, et les Morceaux de fantaisie (Op. 3).

### 1894-1900:Symphonieno1, dépression et retour à la vie
Après la mort de Tchaïkovski, Rachmaninov manque d'inspiration pour composer. De plus, la direction du théâtre Bolchoï retire Aleko de son programme. Pour subvenir à ses besoins, il recommence à donner des leçons de piano — ce qu'il déteste — et à la fin de 1895, il accepte une tournée en Russie de trois mois avec la violoniste italienne Teresina Tua. La tournée lui est désagréable et le compositeur s'en retire avant la fin, sacrifiant ainsi ses honoraires de représentation. Rachmaninov en est réduit à mettre en gage la montre en or que lui avait offert Zverev. En septembre 1895, avant le début de la tournée, il achève sa Première symphonie (Op. 13), une œuvre dont les influences remontent aux chants liturgiques entendus lors des offices religieux orthodoxes russes. Rachmaninov ne se remet à la composition qu'après avoir entendu l'œuvre jouée. Cela dure jusqu'en octobre 1896, date à laquelle « une somme d'argent assez importante » qui ne lui appartenait pas lui est volée lors d'un voyage en train, ce qui l'oblige à travailler pour récupérer les pertes. Parmi les pièces composées, figurent les 6 Chœurs (op. 15) et les Six moments musicaux (op. 16), sa dernière composition achevée depuis plusieurs mois.

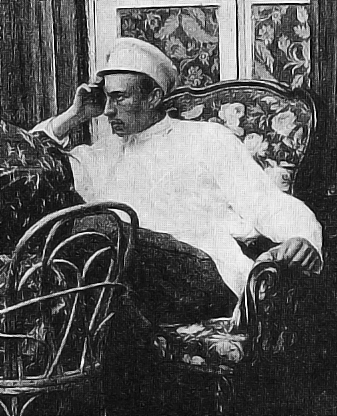
Rachmaninov en 1897, l'année de la création de sa Symphonie no 1.

La création de la Symphonie no 1 a lieu le 28 mars 1897 dans le cadre d'une longue série de Concerts symphoniques russes consacrée à la musique russe. L'œuvre est critiquée par le compositeur russe César Cui, qui la compare à une représentation des dix plaies d'Égypte, affirmant qu'elle ne serait admirée que par les « détenus » d'un conservatoire de musique infernal,. Les problèmes d'exécution de cette première, alors dirigée par Alexandre Glazounov, sont peu commentés par la critique. L'ami proche de Rachmaninov, Alexandre Ossovski (en), mentionne que Glazounov aurait mal utilisé le temps de répétition, et que le programme du concert lui-même qui contenait deux autres premières, aurait également été un facteur de difficulté supplémentaire. D'autres témoins, dont la future femme de Rachmaninov, ont suggéré que Glazounov, était peut-être ivre,,. Bien que cette affirmation ne pût être confirmée, elle n’est pas improbable de la part d’un homme qui, selon Chostakovitch, gardait une bouteille d'alcool cachée derrière son bureau, et sirotait à travers un tube pendant les cours. Rachmaninov écrit en mai 1897 qu'il « n'est pas affecté du tout » par le manque de succès ou de réaction critique à la première, mais qu'il se sent « profondément affligé et fortement déprimé par le fait que ma symphonie... ne m'a pas du tout plu après sa première répétition »,. La pièce n'a plus été jouée de son vivant, bien qu'il l'ait révisée pour en faire un arrangement pour piano à quatre mains en 1898.

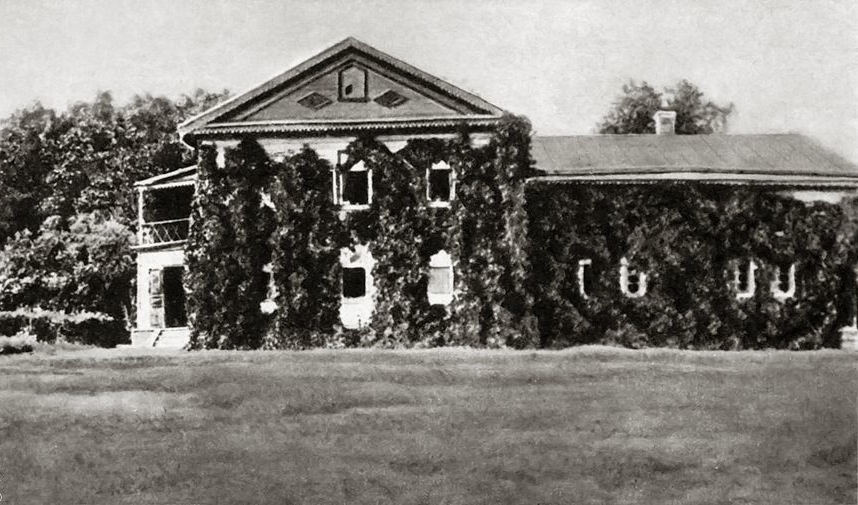
La résidence à Ivanovka, considérée par Rachmaninov comme lieu idéal de composition.

Rachmaninov sombre dans une dépression qui dure trois ans, pendant lesquels il souffre du syndrome de la page blanche et ne compose presque rien, gagnant sa vie en donnant des leçons de piano. Savva Mamontov, un industriel russe et fondateur de l'Opéra privé de Moscou, lui propose le poste de chef d'orchestre assistant pour la saison 1897-1898. Le compositeur, à court d'argent, accepte et dirige son premier opéra, Samson et Dalila de Camille Saint-Saëns, le 12 octobre 1897. Début 1899, il s'essaie à la composition et achève deux courtes pièces pour piano, Morceau de fantaisie et Fughetta en fa majeur. Deux mois plus tard, il se rend à Londres pour la première fois pour se produire et diriger, ce qui lui vaut quelques critiques positives.
Pendant sa direction à Moscou, Rachmaninov se fiance à Natalia Satina. Cependant, l'église orthodoxe russe, qui interdit le mariage entre cousins germains, et par conséquent les parents de Natalia, s'opposent à leur alliance. Sa dépression s'aggrave à la fin de 1899, après un été improductif ; il compose une chanson, Le Destin, qui deviendra plus tard l'une des Douze romances (op. 21), et laisse en attente les compositions pour un retour à Londres. Dans une tentative de raviver son désir de composer, sa tante s'arrange pour que l'écrivain Léon Tolstoï, que Rachmaninov admirait beaucoup, fasse visiter sa maison au compositeur et reçoive des mots d'encouragement. La visite est un échec, ne l'aidant pas à composer avec plus d'aisance qu'auparavant,.

### 1900-1906: reprise, émergence et conduite

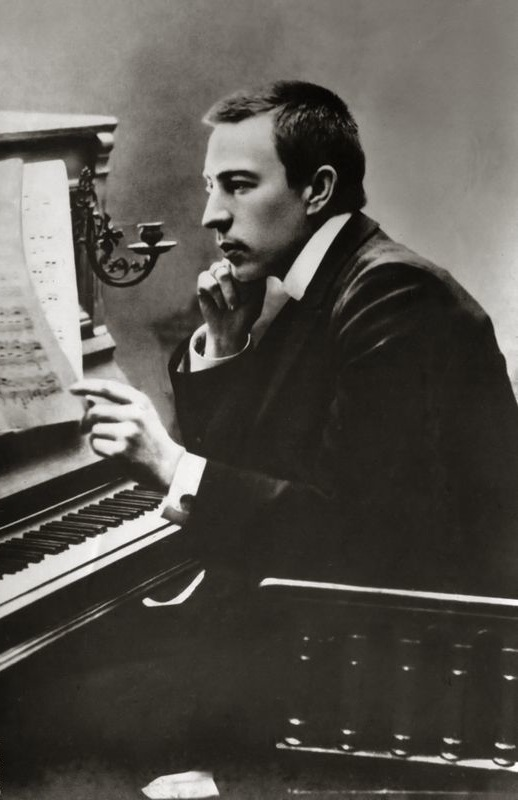
Rachmaninov au début des années 1900.

En 1900, face à l'impossibilité de Rachmaninov de composer, sa tante lui suggère l'aide du médecin et musicien amateur Nicolas Dahl, ce que Rachmaninov accepte sans résistance. Entre janvier et avril 1900, il suit quotidiennement des séances d'hypnothérapie et de thérapie de soutien avec Dahl, spécifiquement structurées pour améliorer ses habitudes de sommeil, son humeur et son appétit afin de raviver son désir de composer. Cet été-là, Rachmaninov sent que « de nouvelles idées musicales commençaient à germer » et reprend avec succès la composition. Sa première œuvre entièrement achevée, le Concerto pour piano no 2, est terminée en avril 1901 ; elle est dédiée à Dahl. Après la création des deuxième et troisième mouvements en décembre 1900 avec Rachmaninov comme soliste et Ziloti à la direction, l'œuvre entière est créée en octobre 1901 et reçoit un accueil enthousiaste,. La pièce vaut au compositeur un Prix Glinka, le premier de cinq prix qui lui seront décernés tout au long de sa vie, et un prix de 500 roubles en 1904.
L'inspiration et le bonheur reviennent : parallèlement au Concerto, bien que dans un style très différent, il compose la Deuxième suite pour deux pianos. Il écrit la Sonate pour violoncelle et piano, la cantate Le printemps. Il épouse, le 29 avril 1902, sur dispense du tsar obtenue grâce à la négociation d'une tante bien introduite à la Cour, sa cousine germaine Natalia (1877-1951), très bonne pianiste elle aussi,,,. À leur retour de noces en Europe, ils s'installent à Moscou, où Rachmaninov reprend son travail de professeur de musique au St. Catherine's Women's College et à l'Institut Élisabeth. De cette union qui durera quarante-et-un ans, jusqu'à la mort de Sergueï, naîtront deux filles, Irina (1903-1969) et Tatiana (1907-1961), toutes deux musiciennes.
En février 1903, Rachmaninov termine ses Variations sur un thème de Chopin (op. 22). En 1904, dans le cadre d'un changement de carrière, il accepte de devenir le chef d'orchestre du Théâtre Bolchoï pendant deux saisons. Il acquiert une réputation mitigée durant son séjour à ce poste, imposant une discipline stricte et exigeant des performances de haut niveau. Influencé par Richard Wagner, il est à l'origine de la disposition moderne des musiciens de l'orchestre dans la fosse et de la position debout du chef d'orchestre. Le théâtre met en scène la première de ses opéras Le Chevalier avare et Francesca da Rimini ; le premier reçoit un meilleur accueil que le second.

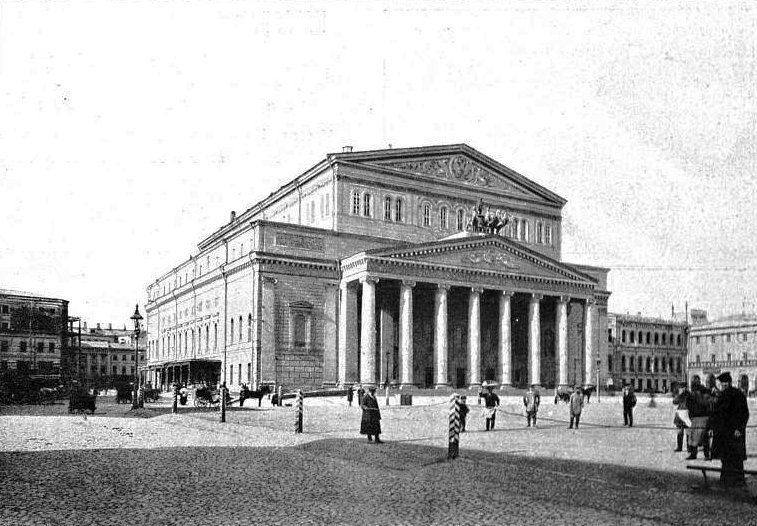
Le Théâtre Bolchoï en 1905. Rachmaninov y est chef d'orchestre en 1905 et 1906.

Au cours de sa deuxième saison en tant que chef d'orchestre, Rachmaninov se désintéresse de son poste. L'agitation sociale et politique entourant la révolution russe de 1905 commence à affecter les artistes et le personnel du théâtre, qui organisent des manifestations et réclament de meilleurs salaires et conditions de travail. Il reste largement indifférent à la politique qui l'entoure et au climat révolutionnaire qui rend les conditions de travail de plus en plus difficiles. En février 1906, après avoir dirigé 50 représentations lyriques au cours de la première saison et 39 au cours de la seconde, Rachmaninov donne sa démission. Il emmène sa famille pour une longue tournée en Italie dans l'espoir d'achever de nouvelles œuvres, mais la maladie frappe sa femme et sa fille et ils retournent à Ivanovka. L'argent devient rapidement un problème après la démission de Rachmaninov de ses postes aux écoles Sainte-Catherine et Elizabeth, ce qui ne lui laisse que la possibilité de composer.

### 1906-1917: déménagement à Dresde et première tournée aux États-Unis

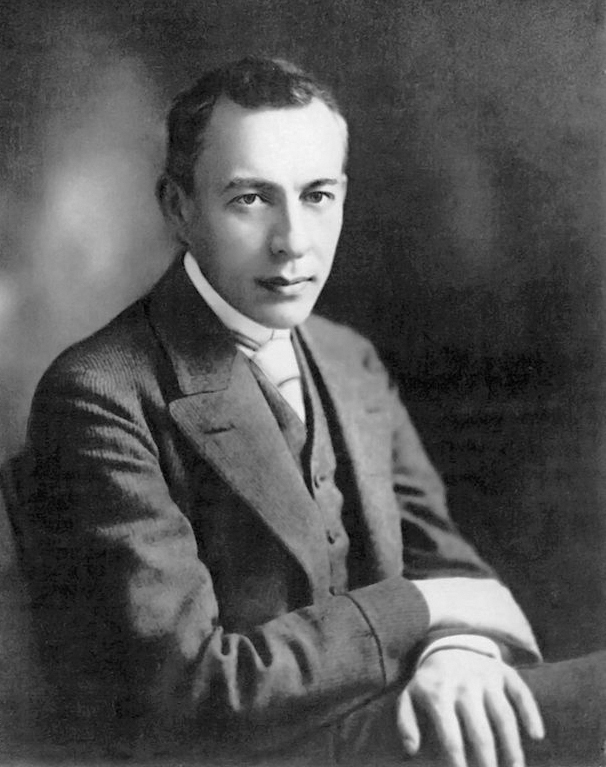
Sergueï Rachmaninov vers 1900.

De plus en plus mécontent de l'agitation politique en Russie et Rachmaninov ayant besoin de s'isoler pour se dédier à la composition, lui et sa famille quittent Moscou pour Dresde, en Allemagne, en novembre 1906. La ville devient la favorite de Rachmaninov et de Natalia, et ils y restent jusqu'en 1909, ne rentrant en Russie que pour leurs vacances d'été à Ivanovka. À Paris, au cours de l'été 1907, Rachmaninov voit une reproduction en noir et blanc de L'île des morts d'Arnold Böcklin, qui lui servira d'inspiration pour son poème symphonique du même nom (op. 29). Malgré des périodes de dépression, d'apathie et de manque de confiance dans son travail, Rachmaninov commence à écrire sa Symphonie no 2 (op. 27) en 1906, douze ans après la première désastreuse de sa première symphonie, ainsi que le futur opéra Monna Vanna. Rachmaninov retrouve l'estime de soi après les réactions enthousiastes à la première de sa deuxième symphonie au début de 1908, qui lui vaut son deuxième prix Glinka et 1 000 roubles.

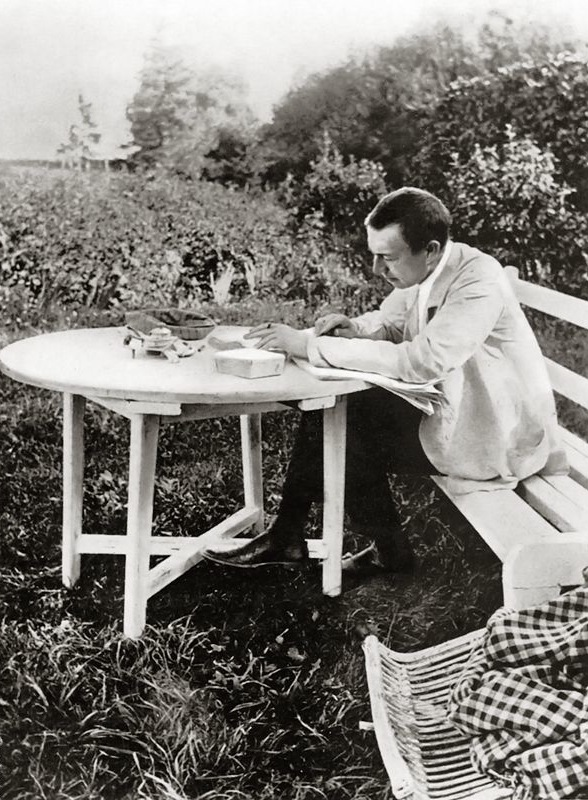
Rachmaninov corrigeant son Concerto pour piano no 3 en 1910.

Pendant son séjour à Dresde, Rachmaninov accepte de se produire et de diriger aux États-Unis dans le cadre de la saison de concerts 1909-1910 avec le chef d'orchestre Max Fiedler et le Orchestre symphonique de Boston. Il termine à Ivanovka son Concerto pour piano no 3 (op. 30), qu'il dédie à Josef Hofmann. La deuxième exécution du Concerto par le New York Symphony Orchestra est dirigée par Gustav Mahler avec le compositeur comme soliste, une expérience qu'il a appréciée,. Bien que la tournée ait accru la popularité du compositeur en Amérique, il décline les offres ultérieures en raison du temps passé loin de sa famille.
À son retour en Russie, en février 1910, Rachmaninov devient vice-président de la Société musicale russe. Plus tard en 1910, il termine son œuvre chorale Liturgie de saint Jean Chrysostome (op. 31), mais elle est interdite de représentation, ne suivant pas le format d'une liturgique typique d'un service religieux. Durant l'été 1910, il termine la composition des Treize Préludes (op. 32) dans lesquels le langage est plus sobre, et teinté de nostalgie. L'année suivante est marquée par une évolution nette de la technique du compositeur, avec les nouvelles Études-Tableaux (op. 33). Pendant deux saisons, entre 1911 et 1913, il est nommé chef d'orchestre permanent de la Société philharmonique de Moscou, dont il aidera à accroître la renommée. Mais il quitte en 1912 la société musicale russe lorsqu'il apprend qu'un musicien a été licencié parce qu'il était juif.
Peu après sa démission, Rachmaninov, épuisé, cherche du temps pour la composition et emmène sa famille en vacances en Suisse. Ils repartent au bout d'un mois pour Rome, un séjour qui devient une période particulièrement tranquille et influente pour le compositeur, qui vit seul dans un petit appartement de la Piazza di Spagna tandis que sa famille loge dans une pension de famille,. C'est là qu'il reçoit une lettre anonyme contenant une traduction russe du poème d'Edgar Allan Poe, Les Cloches, par Constantin Balmont, qui le touche beaucoup. Il commence à travailler sur sa symphonie chorale du même titre (op. 35), basée sur ce poème. Cette période de composition s'interrompt brusquement lorsque les filles de Rachmaninov contractent une grave typhoïde et doivent être traitées à Berlin. Après six semaines, les Rachmaninov retournent dans leur appartement moscovite. Le compositeur dirige Les Cloches lors de sa première à Saint-Pétersbourg fin 1913.
En janvier 1914, Rachmaninov entreprend une tournée en Angleterre et reçoit un accueil enthousiaste, il achève la même année sa deuxième œuvre chorale, les Vêpres (op. 37), qui sera largement appréciée lors de sa création à Moscou et reprogrammée.
La mort d'Alexandre Scriabine en avril 1915 est une tragédie pour Rachmaninov, qui entreprend alors une tournée de récitals de piano consacrés aux compositions de son ami afin de récolter des fonds pour la veuve de Scriabine, en difficulté financière. Il s'agit de ses premières représentations publiques d'œuvres autres que les siennes. Cet été-là, lors d'un séjour en Finlande, Rachmaninov apprend la mort de Taneïev, une perte qui l'affecte beaucoup.
À la fin de l'année 1915, il termine ses Quatorze Romances (op. 34), dont la section finale, Vocalise, est devenue l'une de ses pièces les plus populaires. Ces tragédies incitent Rachmaninov à entreprendre l'écriture des neuf Études-Tableaux (op. 39) qui oscillent entre l'exaltation et un caractère sombre.

### 1917-1925: exil et immigration aux États-Unis
Le jour de la Révolution de février 1917 à Saint-Pétersbourg, Rachmaninov donne un récital à Moscou au profit des soldats russes blessés qui ont combattu pendant la guerre. Il retourne à Ivanovka deux mois plus tard et la trouve en plein chaos après qu'un groupe de membres du Parti socialiste révolutionnaire s'en est emparé pour en faire leur propriété communale. Il quitte la propriété au bout de trois semaines, jurant de ne jamais y revenir. Celle-ci est bientôt confisquée par les autorités communistes et se retrouve à l'abandon. En juin 1917, Rachmaninov demande à Ziloti de produire des visas pour lui et sa famille afin qu'ils puissent quitter la Russie, mais Ziloti ne peut l'aider. Après une pause avec sa famille en Crimée, plus paisible, il donne un concert à Yalta le 5 septembre 1917, qui sera son dernier en Russie.
Au milieu de cette agitation, Rachmaninov reçoit une offre inattendue pour donner dix récitals de piano à travers la Scandinavie, qu'il accepte immédiatement, l'utilisant comme prétexte pour obtenir des permis afin que lui et sa famille puissent quitter le pays. C'est à cette époque qu'il écrit un petit prélude opus posthume 1917, pour piano seul, empreint de nostalgie et de sombres sentiments, prélude à son départ douloureux. Le 22 décembre 1917, ils quittent Saint-Pétersbourg en train jusqu'à la frontière finlandaise, d'où ils traversent la Finlande en traîneau ouvert et en train jusqu'à Helsinki. Emportant ce qu'ils pouvaient mettre dans leurs valises, Rachmaninov sauve quelques esquisses de compositions et les partitions du premier acte de son opéra inachevé Monna Vanna et de l'opéra de Rimsky-Korsakov Le coq d'or. Ils arrivent à Stockholm le 24 décembre. En janvier 1918, ils déménagent à Copenhague, au Danemark avec l'aide de leur ami et compositeur Nikolai von Struve. Endetté, ayant besoin d'argent et alors âgé de 44 ans, il choisit le spectacle comme principale source de revenus, une carrière uniquement axée sur la composition étant trop limitée. Son répertoire de piano est restreint, ce qui l'incite à commencer à pratiquer régulièrement sa technique et à apprendre de nouvelles pièces à jouer. Rachmaninov effectue une tournée entre février et octobre 1918,.
Au cours de la tournée scandinave, il reçoit trois offres des États-Unis : devenir le chef de l'Orchestre symphonique de Cincinnati pendant deux ans, diriger 110 concerts en 30 semaines pour l'Orchestre symphonique de Boston et donner 25 récitals de piano. Inquiet d'un tel engagement dans un pays inconnu et gardant peu de bons souvenirs de sa première tournée en 1909, il décline les trois offres. Peu de temps après, il revient sur sa décision car, ne pouvant subvenir aux besoins de sa famille par la seule composition, il estime que les États-Unis sont financièrement avantageux. Comme il n'a pas les moyens de payer les frais de voyage, le banquier russe et émigré Alexandre Kamenka lui accorde une avance. Il reçoit par ailleurs de l'argent d'amis et d'admirateurs ; le pianiste Ignaz Friedman contribue à hauteur de 2 000 $. Le 1er novembre 1918, les Rachmaninov embarquent à Oslo, à destination de New York, où ils arrivent onze jours plus tard.
Rachmaninov s'occupe rapidement de ses affaires, engageant Dagmar Barclay comme secrétaire, interprète et assistante dans sa vie américaine. Ellis organise 36 représentations pour Rachmaninov pour la saison de concerts de 1918-1919,. Il reçoit avant la tournée des propositions de nombreux fabricants de pianos ; il choisit Steinway, le seul qui ne lui a pas promis d'argent. L'association de Steinway avec Rachmaninov se poursuivra jusqu'à la fin de sa vie,.
Après la fin de la première tournée en avril 1919, Rachmaninov emmène sa famille en vacances à San Francisco. Il récupère et se prépare pour la saison suivante, un cycle qu'il adoptera pendant la majeure partie du reste de sa vie. En tant qu'artiste itinérant, il s'est assuré une sécurité financière, et la famille mène une vie de classe moyenne supérieure avec des domestiques, un chef cuisinier et un chauffeur ; elle conserve cependant des habitudes russes,.
En 1920, il signe un contrat d'enregistrement avec la Victor Talking Machine Company, ce qui lui assure un revenu stable et marque le début de sa longue association avec RCA. La première visite de Rachmaninov en Europe depuis son émigration a lieu en mai 1922, avec des concerts à Londres. Les Rachmaninov et les Satin se réunissent ensuite à Dresde, après quoi le compositeur se prépare à une saison de concerts 1922-1923 chargée, qui comprend 71 représentations en cinq mois. Pendant un certain temps, il loue un wagon de chemin de fer équipé d'un piano et de ses affaires pour gagner du temps avec les valises. En 1924, il décline une invitation à devenir chef d'orchestre de l'Orchestre symphonique de Boston. L'année suivante, après la mort du mari de sa fille Irina, il fonde « Tair » (Tatiana et Irina), une maison d'édition parisienne portant le nom de ses filles et spécialisée dans ses œuvres et celles d'autres compositeurs russes.

### 1926-1942: tournée, dernières compositions et Villa Senar

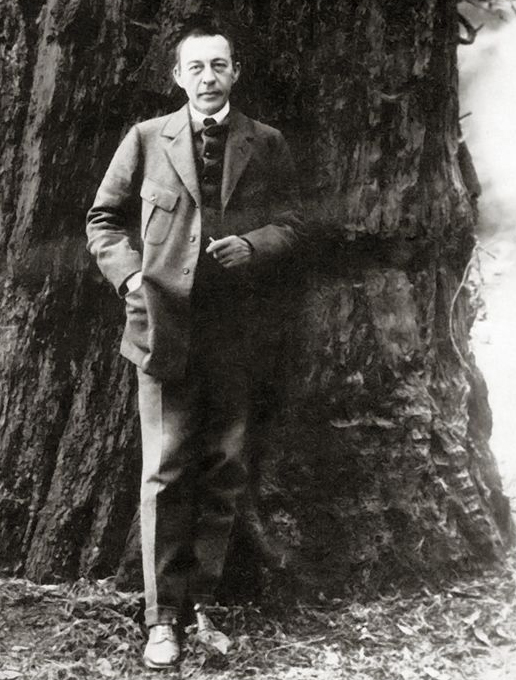
Rachmaninov devant un séquoia géant en Californie, 1919.

La tournée, et les horaires exigeants qui l'accompagnent, ralentissent considérablement sa production de compositions. Au moment où il quitte pour toujours la Russie en 1917, il a composé l'essentiel de son œuvre ; il ne publiera plus que six opus et ne composera à nouveau qu'en 1926. Il prend cette année sabbatique et termine le Concerto pour piano no 4 (op. 40), qu'il avait commencé en 1917.

#### Amitié avec Horowitz
Sergueï Rachmaninov fait connaissance de Vladimir Horowitz le 8 janvier 1928. Cette rencontre est arrangée par le représentant de Steinway & Sons, Alexander Greiner, dans la cave du Steinway Hall (57e Rue), quatre jours avant un concert d'Horowitz jouant le Concerto pour piano no 1 de Tchaïkovski au Carnegie Hall.
Rachmaninov, trouvant exceptionnelle l'interprétation qu′Horowitz avait donnée plus tard de son Troisième concerto pour piano, aurait dit à Greiner : « Mr. Horowitz plays my Concerto very well. I would like to accompany him. » (« Monsieur Horowitz joue très bien mon concerto ; j'aimerais l'accompagner »). Pour Horowitz, son rêve de rencontrer Rachmaninov devient réalité. Il le décrit comme le dieu musical de son enfance. Penser que cet homme pouvait l'accompagner dans son propre troisième concerto est l'événement le plus important de sa vie. Pour Rachmaninov, cette rencontre est tout aussi marquante : il considère Horowitz comme le pianiste qui a le mieux saisi ses œuvres (même si certains musicologues pencheraient plutôt pour Sviatoslav Richter — mais ce dernier n'a encore que 13 ans en 1928).
C'est le début d'une amitié qui ne sera interrompue que par la mort de Rachmaninov : les deux hommes s'admirent et suivent sans cesse le travail de l'autre. Horowitz stipule à son agent qu'il doit être autorisé à annuler ses représentations si Rachmaninov joue à New York. De même, Rachmaninov est toujours présent aux concerts d'Horowitz à New York, et il est toujours le dernier à quitter la salle. Rachmaninov réserve la même attention à Leopold Stokowski à qui il dédie ses Trois chants russes,.
Le 12 janvier 1928, Rachmaninov offre son avis à Horowitz, en le complimentant, et en l'invitant à dîner pour discuter de son interprétation de Tchaïkovski, que Rachmaninov trouve légèrement trop rapide. Horowitz n'a jamais été d'accord avec cette critique de son tempo et il maintient son interprétation lors des représentations suivantes de l'œuvre.

#### Seconde Guerre mondiale
En 1931, Rachmaninov accepte de cosigner une lettre avec le fils de Léon Tolstoï et Ivan Ostroilenski. Dans cette lettre, les trois hommes s'en prennent à Rabindranath Tagore en raison d'un article en faveur de l'URSS. Dans cet article, Tagore prône le socialisme qui fonctionne en URSS et l'égalité apparente parmi les citoyens, cependant, il occulte la persécution politique qui a eu lieu dans cette époque. Le régime soviétique réagit à ce geste et bannit la musique de Rachmaninov. L'interdiction est levée en 1934 grâce aux relations diplomatiques entre l'URSS et les États-Unis ; de plus, les Trois chansons russes (op.41) de l'artiste jugé « proche du peuple » sont données en exemple aux jeunes compositeurs.
De 1929 à 1931, Rachmaninov passe ses étés en France, à Clairefontaine-en-Yvelines près de Rambouillet. À l'automne de l'année 1930, à 57 ans, Sergueï Rachmaninov, qui n'aime rien tant que la vie de famille et qui voyage par obligation professionnelle, est fatigué, saturé de concerts et affecté par l'échec de son Concerto no 4. Il décide de revenir en Europe et se fait construire en Suisse, entre 1931 et 1933, une maison sur le lac des Quatre-Cantons, dans la commune de Weggis, canton de Lucerne, villa qu'il baptisera Sénar de son prénom et de celui de sa femme Natalia et qui lui rappelle la maison de ses cousins Satin,. Il y est heureux, il compose, travaille au jardin, conduit son bateau à moteur sur le lac et s'occupe de ses deux petits-enfants, Sophie Wolkonsky et Alexandre Conus. Il y écrit la célèbre Rhapsodie sur un thème de Paganini, opus 43, une série de variations pour piano et orchestre sur le 24e caprice de Paganini, publiée en 1934 et la Symphonie no 3 en 1936. Ses tournées aux États-Unis et en Europe, qu'il lui arrive d'assimiler à des travaux forcés, lui assureront néanmoins une vie matérielle très confortable.
La Seconde Guerre mondiale qui le surprend aux États-Unis l'empêche de retourner en Europe et de revoir sa fille Tatiana qui vit en France. Dans la décennie qui suit, il donne ses tournées en Europe et aux États-Unis. Il soutiendra l'effort de guerre de l'Union soviétique contre l'Allemagne nazie durant la Seconde Guerre mondiale, faisant don des recettes de nombre de ses concerts de la saison au profit de l'Armée rouge. Il compose en 1941 sa dernière œuvre, les Danses symphoniques (op. 45), une allégorie de la vie (le matin, le midi et le soir). Ormandy et l'Orchestre de Philadelphie en font la première en janvier 1941, à laquelle Rachmaninov assiste.
En décembre 1939, Rachmaninov entame une longue période d'enregistrement qui durera jusqu'en février 1942 et comprendra ses Concertos pour piano no 1 et no 3 et sa Symphonie no 3 à l'Academy of Music de Philadelphie. Au début des années 1940, il est approché par les réalisateurs du film britannique Dangerous Moonlight (en) pour écrire une courte pièce ressemblant à un concerto qui serait utilisée dans le film. Il refuse et Richard Addinsell compose pour l'occasion le Concerto de Varsovie.

### 1942-1943: maladie, déménagement en Californie et décès

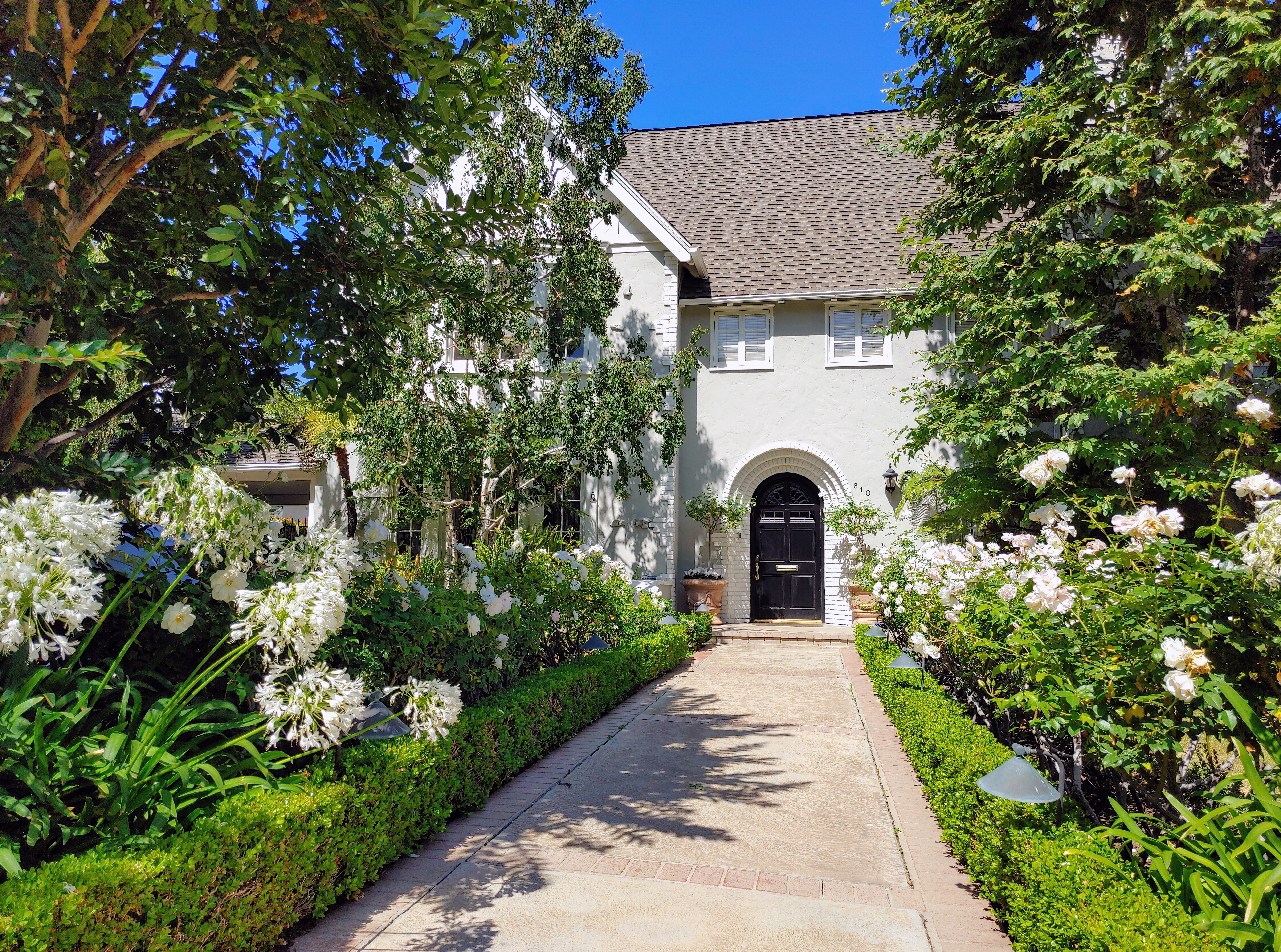
Maison de Sergueï Rachmaninov à Beverly Hills en Californie.

Au début de 1942, son médecin lui conseille de déménager dans un climat plus chaud pour améliorer sa santé après avoir souffert de sclérose, de lumbago, de névralgie, d'hypertension et de maux de tête. En juin, ils achètent une maison au 610 North Elm Drive à Beverly Hills, vivant à proximité d'Horowitz qui leur rend souvent visite et joue des duos de piano avec Rachmaninov,.

Peu après une représentation au Hollywood Bowl en juillet 1942, il souffre de lumbago et de fatigue. Il informe son médecin, Alexandre Golitsin, que la prochaine saison de concerts 1942-1943 sera sa dernière, afin de se consacrer à la composition,. La tournée débute le 12 octobre 1942 et le compositeur reçoit de nombreuses critiques positives malgré la détérioration de sa santé. Rachmaninov et sa femme Natalia sont naturalisés citoyens américains en février 1943,,.

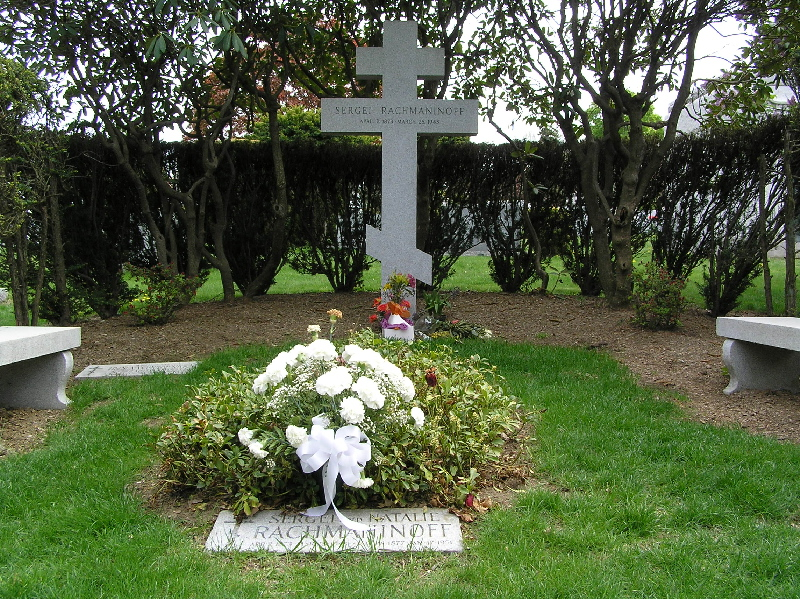
Tombe de Rachmaninov au cimetière de Kensico en mai 2006.

On diagnostique au compositeur une forme agressive de mélanome. Ses dernières apparitions en tant que soliste (sur le Premier Concerto pour piano de Beethoven et sa Rhapsodie sur un thème de Paganini) ont lieu les 11 et 12 février avec le Chicago Symphony Orchestra sous la direction de Hans Lange. Il donne son dernier récital le 17 février à l'Université du Tennessee, dont le programme comprend la Sonate pour piano no 2 en si bémol mineur de Chopin,,.
La santé de Rachmaninov décline rapidement au cours de la dernière semaine de mars 1943, il ressent les douleurs d'un cancer qui l'emporte le 28 mars 1943, à l'âge de 69 ans. Ses funérailles ont eu lieu à l'église orthodoxe russe de la Sainte Vierge Marie sur Micheltorena Street à Silver Lake. Il est enterré au Cimetière de Kensico à Valhalla, New York.
En août 2015, la Russie annonce vouloir la réinhumation de la dépouille de Rachmaninov en Russie, avançant que les Américains ont négligé la tombe du compositeur tout en tentant de « privatiser sans honte » son nom. Les descendants du compositeur refusent, soulignant qu'il est mort aux États-Unis après avoir passé des décennies hors de Russie dans un exil politique auto-imposé,.
Après la mort de Rachmaninov, la poétesse Mariette Chaguinian publie quinze lettres échangées depuis leur premier contact en février 1912 jusqu'à leur rencontre finale en juillet 1917. La nature de leur relation était surtout intellectuelle et émotionnelle. Chaguinian et la poésie qu'elle partageait avec Rachmaninov ont été notées comme inspiration des Six Poèmes, Op. 38.

## Personnalité et technique de Rachmaninov

### Technique pianistique

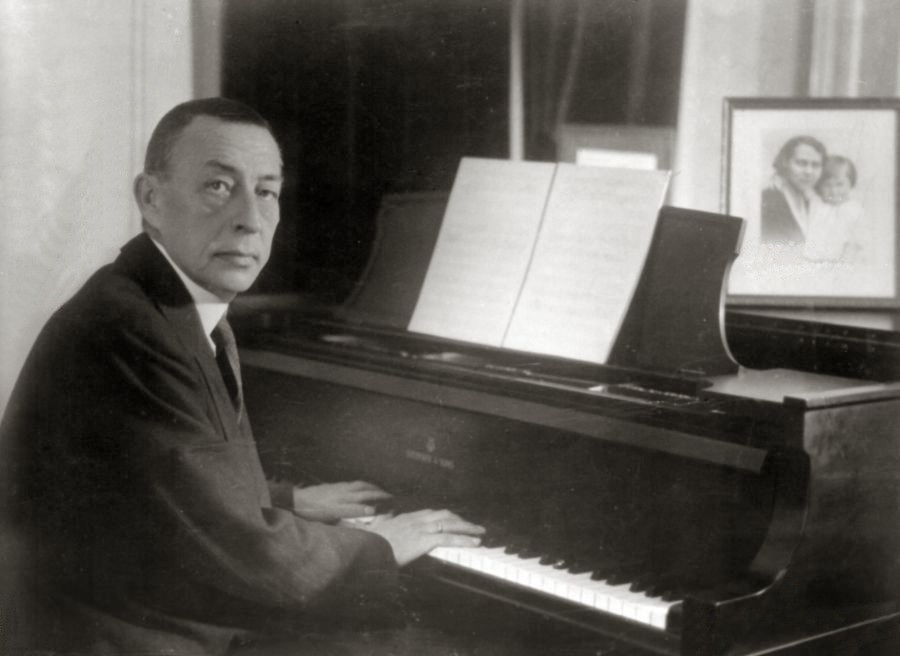
Rachmaninov jouant sur son piano à queue Steinway chez lui (1936 ou avant).

Rachmaninov comptait parmi les meilleurs pianistes de son époque, aux côtés de Leopold Godowsky, Ignaz Friedman, Moriz Rosenthal, Josef Lhévinne, Ferruccio Busoni et Josef Hofmann. Sa virtuosité technique était réputée incomparable au piano : clarté des notes, un taux d'erreur exceptionnellement bas, une précision du geste, du rythme, et un staccato extrêmement précis. Il aime, en particulier, interpréter Chopin avec ce genre de traits. Une autre preuve de sa virtuosité : l'Étude op. 42 no 5 de Scriabine lui causa « quelques problèmes » ; « Difficult etude! I spent an hour on it » (Étude difficile ! Je l'ai travaillée une heure).
Le répertoire de Rachmaninov contient principalement des œuvres pour virtuoses du XIXe siècle, et bien sûr Beethoven, Debussy, Borodine, Grieg, Liszt, Mendelssohn, Mozart, Schubert, Schumann et Tchaïkovski. Les sonates Appassionata de Beethoven et la Marche funèbre de Chopin furent des pierres angulaires des concerts de Rubinstein et plus tard... de Rachmaninov. Il est possible qu'il ait basé son interprétation de la sonate de Chopin sur celle de Rubinstein. Le biographe de Rachmaninov, Barrie Martyn, souligne les similitudes entre les récits écrits de l'interprétation de Rubinstein et l'enregistrement audio de l'œuvre par Rachmaninov.
Rythmiquement, Rachmaninov est surtout un interprète romantique. Il est connu pour ne jamais perdre le rythme, même s'il effectue des variations.

#### Technique
Rachmaninov possède des mains d'une taille gigantesque : il peut ainsi jouer les accords les plus complexes tels des treizièmes. Il est possible, bien que très hypothétique puisque ses doigts ne sont pas du tout arachnodactyles mais absolument rectilignes, que Rachmaninov ait souffert du syndrome de Marfan. Ce syndrome serait à l'origine de plusieurs affections mineures dont il a souffert toute sa vie, notamment des douleurs dorsales, de l'arthrite, une fatigue oculaire et des ecchymoses au bout des doigts. Un article paru dans le Journal of the Royal Society of Medicine a cependant souligné que Rachmaninov ne présentait pas les signes du syndrome de Marfan, et suggère plutôt une acromégalie, ce qui, selon l'article, aurait pu expliquer la raideur des mains de Rachmaninov et les périodes répétées de dépression qu'il a connues tout au long de sa vie, et aurait même pu être liée à son mélanome.
Le style de Rachmaninov est également marqué par la précision, là où les autres pianistes masquent leurs imperfections par des utilisations intempestives de la pédale… À cette époque, seuls Josef Hofmann et Josef Lhévinne ont la même réputation de clarté. Ils ont Anton Rubinstein comme modèle commun, qui partageait déjà, avec Liszt, cette rivalité de clarté, une génération plus tôt. Hofmann fut élève de Rubinstein, Rachmaninov pour avoir entendu son célèbre concert de piano, et Lhévinne pour l'avoir entendu et joué avec lui.
Rachmaninov est également doté d'une mémoire exceptionnelle : il peut retrouver d'oreille une œuvre entendue seulement une fois et rejouer, même des années plus tard, une œuvre qu'il a déjà interprétée. Il lui a fallu seulement deux jours pour mémoriser les Variations et fugue sur un thème de Haendel de Brahms.
Il s'échauffe tous les jours en jouant, notamment, l’Étude en la bémol majeur op. 1 no 2 de Paul de Schlözer. L'opus 740 de Czerny faisait également partie de son « pain quotidien ».

#### Sonorité

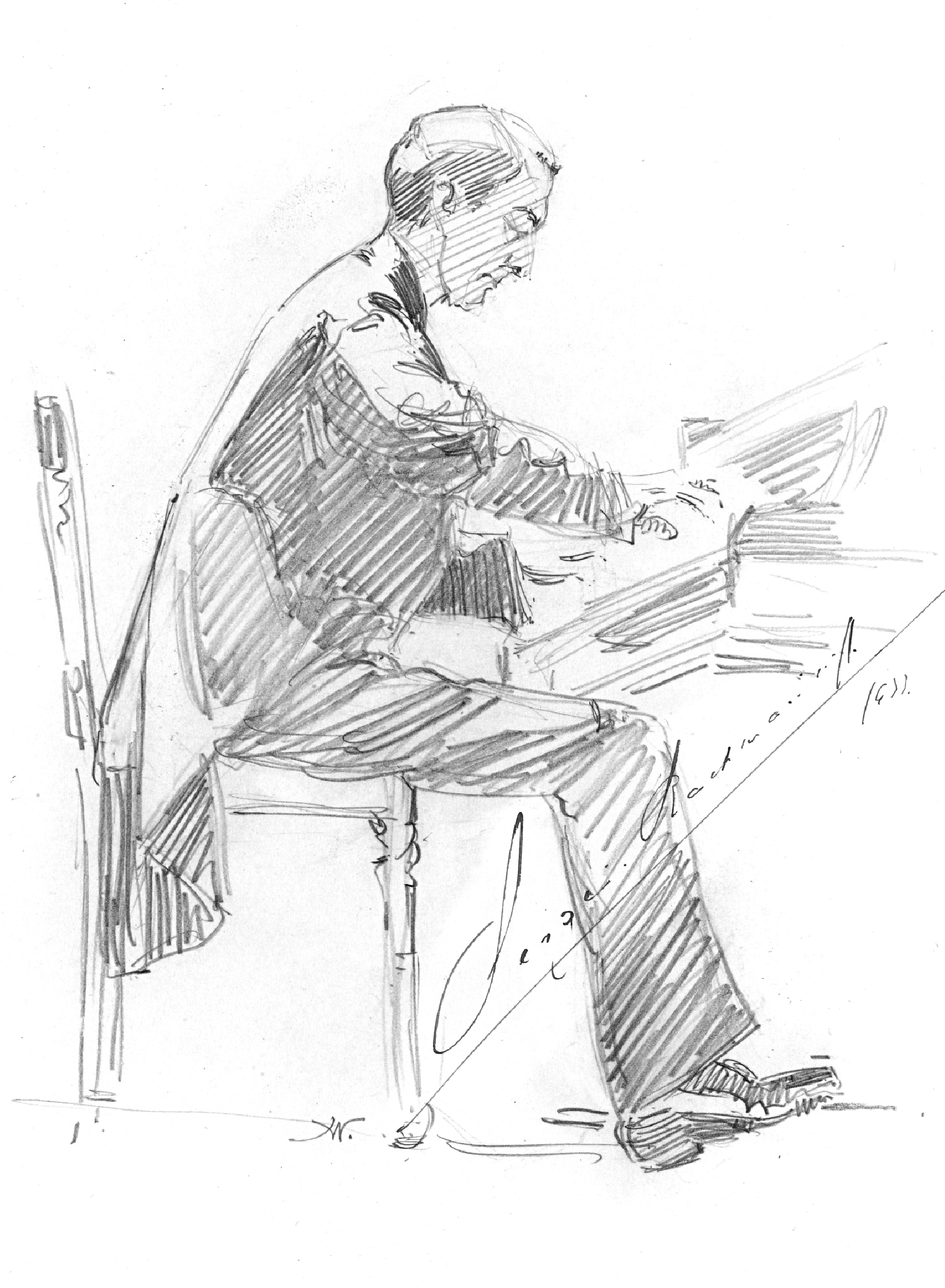
Dessin au crayon de Sergueï Rachmaninov par Hilda Wiener, daté de 1933.

Au sujet du timbre de Rachmaninov, Arthur Rubinstein écrit : « J'étais toujours sous le charme du timbre glorieux et inimitable qui pouvait me faire oublier mon malaise à propos de ses doigts trop fugaces et de ses rubatos exagérés. Il y avait toujours ce charme sensuel irrésistible, qui n'était pas sans rappeler celui de Kreisler. » À cette sonorité s'ajoute une qualité vocale qui n'est pas sans rappeler celle attribuée au jeu de Chopin. Rachmaninov, avec son expérience de l'opéra, était un grand admirateur du chant. Comme en témoignent ses enregistrements, il possédait une formidable capacité à faire chanter une ligne musicale, quelle que soit la longueur des notes ou la complexité de la texture de soutien, la plupart de ses interprétations prenant un caractère narratif. L'enregistrement de sa transcription de la chanson Daisies, réalisé en 1940, illustre cette qualité. Sur l'enregistrement, des fils musicaux distincts entrent comme s'ils provenaient de plusieurs voix humaines en conversation éloquente. Cette capacité est le fruit d'une indépendance remarquables des doigts et des mains.

### Interprétations

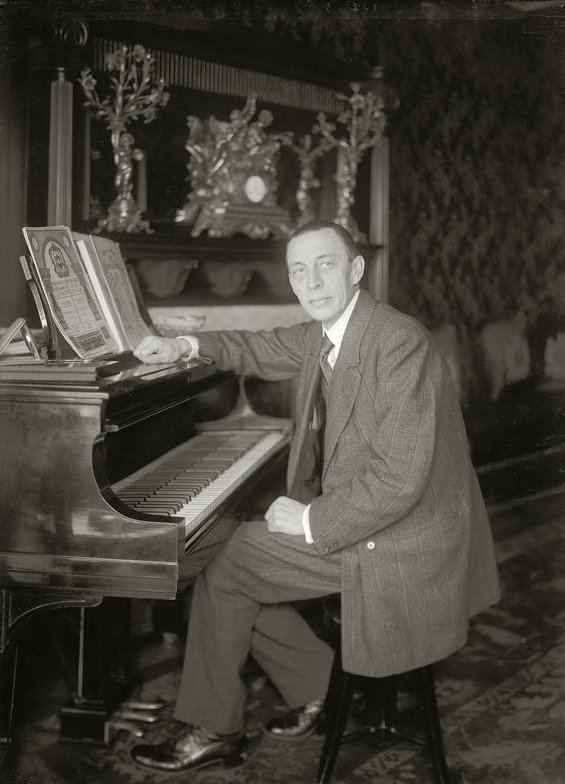
Rachmaninov et un piano à queue Steinway.

Quelle que soit la musique, Rachmaninov planifiait toujours soigneusement ses interprétations. Il fondait ses interprétations sur la théorie selon laquelle chaque morceau de musique a un « point culminant ». Indépendamment de l'endroit où se trouve ce point ou de la dynamique du morceau, l'interprète doit savoir comment l'aborder avec un calcul et une précision absolus, faute de quoi toute la construction du morceau risque de s'effondrer et le morceau devenir décousu. C'est une pratique qu'il tire de la basse russe Fédor Chaliapine, un ami fidèle. Paradoxalement, Rachmaninov donnait souvent l'impression — erronée — d'improviser.
L'un des avantages que Rachmaninov avait dans ce processus de construction par rapport à la plupart de ses contemporains était qu'il abordait les morceaux qu'il jouait du point de vue d'un compositeur plutôt que de celui d'un interprète. Pour lui, « l'interprétation exige quelque chose de l'ordre de l'instinct créatif. Si vous êtes compositeur, vous avez des affinités avec d'autres compositeurs. Vous pouvez entrer en contact avec leur imagination, connaître leurs problèmes et leurs idéaux. Vous pouvez donner de la « couleur » à leurs œuvres. C'est le plus important dans mes interprétations, la « couleur ». C'est ainsi que l'on fait vivre la musique. Sans couleur, elle est morte. »,
Un enregistrement de 1925 qui met en valeur l'approche de Rachmaninov est la deuxième polonaise de Liszt. Percy Grainger, influencé par le compositeur et le spécialiste de Liszt, Ferruccio Busoni, avait lui-même enregistré le même morceau quelques années plus tôt. L'interprétation de Rachmaninov est beaucoup plus tendue et concentrée que celle de Grainger. L'élan et la « conception monumentale » du Russe diffèrent considérablement des perceptions plus délicates de l'Australien. Les textures de Grainger sont élaborées là où Rachmaninov montre que le filigrane est essentiel à la structure de l'œuvre, et non simplement décoratif.

### Rachmaninov chef d'orchestre
En dehors de quelques représentations, notamment deux de son opéra Aleko en 1893, Rachmaninov commence à diriger en 1897 et exerça comme chef d'orchestre chaque année jusqu'en 1914. Après avoir quitté définitivement la Russie en 1917, Rachmaninov privilégie sa carrière de pianiste par rapport à celle de chef d'orchestre, ne donnant plus que sept récitals en tant que chef d'orchestre jusqu'à la fin de sa vie.
Rachmaninov est reconnu pour sa retenue et pour sa gestuelle « simple et sans apprêt »  en direction. Selon Alexandre Goldenweiser, ses interprétations en tant que chef d'orchestre étaient beaucoup plus strictes et moins libres rythmiquement que ses interprétations au piano. Nikolaï Medtner estime qu'il était « le plus grand chef d'orchestre russe ».
En plus de ses propres œuvres, Rachmaninov dirigeait un répertoire composé principalement d'œuvres de compositeurs russes, tels que Borodine, Glazounov, Glinka, Lyadov, Moussorgski, Rimski-Korsakov and Tchaïkovski, ainsi que d'autres compositeurs comme Grieg et Liszt. En dehors de Russie, Rachmaninov dirigeait presque exclusivement ses propres œuvres.

### Personnalité
Rachmaninov possède une personnalité complexe angoissée par la perspective de la vieillesse et de la mort. Cette hantise est à l'origine de deux chefs-d'œuvre : le poème symphonique L'île des morts (1907) et la symphonie Les Carillons (1913). Il doute souvent de son inspiration, et se trouve rarement satisfait de son travail. Il reprend souvent ses œuvres : son premier concerto pour piano de 1891 sera remanié vingt-six ans plus tard, en 1917 au point que l'on peut considérer ces deux versions comme deux œuvres distinctes. Le Trio élégiaque no 2 bien reçu à sa création sera révisé à deux reprises, en 1907 et puis à nouveau dix ans plus tard. Il écrit à son ami Nikolaï Medtner quand il compose son Quatrième concerto pour piano : « J'ai reçu la copie de la réduction pour piano… et j'ai été terrifié ! ».
Sa personnalité austère en public cherche à préserver son intimité familiale. C'est un père généreux et aimant, un grand-père attentif et un ami fidèle (Vladimir Horowitz, son proche voisin de Los Angeles, Nikolaï Medtner, dédicataire de son Quatrième concerto, Fédor Chaliapine, rencontré pendant sa dépression et exilé russe comme lui, etc.). Devenu citoyen américain, son pays natal ne cessera de lui manquer et il sera toujours imprégné du sentiment de déracinement.
Sa renommée est immense. Les anglophones appellent son Troisième concerto pour piano le « Rach 3 » ; aucune œuvre d'un autre compositeur n'a jamais été désignée d'une semblable abréviation. Vladimir Horowitz contribue beaucoup à la célébrité de ce concerto d'une difficulté technique proverbiale, un des concertos romantiques les plus difficiles. Rachmaninov dit qu'il lui est impossible d'exécuter un bis après l'avoir joué. Il avoue modestement que Horowitz lui a fait découvrir ce concerto par son interprétation. Il aurait alors déclaré : « Le Concerto no 3 appartient à Horowitz. »[réf. nécessaire]

## Son œuvre

### Introduction

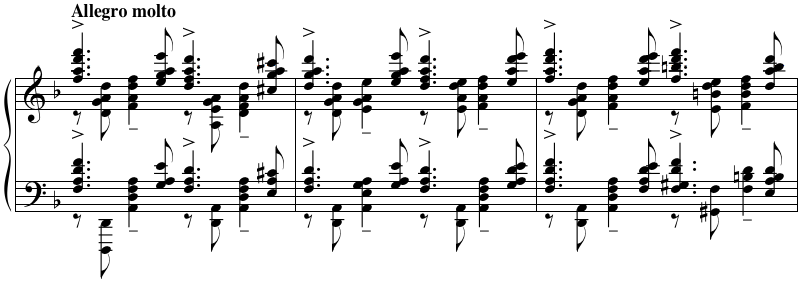
La cadence du 3e concerto, célèbre pour ses grands accords.

Rachmaninov a écrit cinq œuvres pour piano et orchestre : les quatre concertos — no 1 en fa dièse mineur, Op. 1 (1891, révisé en 1917), no 2 en do mineur, Op. 18 (1900-01), no 3 en ré mineur, Op. 30 (1909), et no 4 en sol mineur, Op. 40 (1926, révisé en 1928 et 1941) — et la Rhapsodie sur un thème de Paganini. Ses concertos les plus populaires sont le deuxième et le troisième.
Rachmaninov a également composé pour orchestre seul. Les trois symphonies — no 1 en ré mineur, op. 13 (1895), no 2 en mi mineur, Op. 27 (1907), et no 3 en la mineur, op. 44 (1935-36) — largement espacées chronologiquement, représentent trois phases de composition distinctes. La deuxième symphonie est la plus populaire des trois depuis sa première exécution. Parmi les autres œuvres orchestrales de Rachmaninov, on trouve ses Danses symphoniques (Op. 45), et ses quatre poèmes symphoniques : Le Prince Rostislav, Le Rocher (Op. 7), Caprice bohémien (Op. 12), et L'Île des morts (Op. 29).
Les pièces pour piano dominent l'œuvre de Rachmaninov. Elle comprend 24 préludes parcourant les 24 tonalités : le fameux prélude op. 3 no 2, les Dix préludes op. 23 et les Treize préludes op. 32. Rachmaninov créa un nouveau genre de pièces peu après l'écriture des préludes op. 32, le genre de l'Étude-Tableau : regroupées en deux cahiers op. 33 et 39, les dix-sept Études-Tableaux constituent le sommet de la littérature pour piano de Rachmaninov. Stylistiquement, l'op. 33 ressemble davantage aux préludes, alors que l'op. 39 montre les influences de Scriabine et Prokofiev et marque l'apogée de la musique de Rachmaninov. Se rajoutent à ces œuvres les Morceaux de fantaisie, les Morceaux de salon et les Moments musicaux de Rachmaninov. Rachmaninov a également écrit des variations, les Variations sur un thème de Chopin et les Variations sur un thème de Corelli. Il existe également deux sonates virtuoses et rarement jouées, op. 28 et op. 36. À ces œuvres pour piano seul s'ajoutent des pièces pour quatre mains : deux suites (dont la Fantaisie-Tableaux) et un arrangement des Danses symphoniques.
Rachmaninov a écrit deux contributions importantes à la musique orthodoxe russe : la Liturgie de saint Jean Chrysostome et Les Vêpres, aussi connues sous le nom Les Vigiles. Ceci sans oublier Les Cloches. Rachmaninov a toujours eu une passion pour le chant et les cloches ; le 5e numéro des Vêpres (Nine otpouchtchayechi) est chanté à son enterrement (le texte, tiré de l'Évangile de Luc, est connu en français sous le nom de Cantique de Syméon). Comme le reste de ces Vêpres, ce 5e numéro est conçu pour un chœur a cappella. Il achève trois opéras en un acte : Aleko (1892), Le Chevalier avare (1903), et Francesca da Rimini (1904). Il en commence trois autres, notamment Monna Vanna, d'après l'œuvre de Maurice Maeterlinck ; Rachmaninov abandonne le projet après avoir achevé l'acte en 1908,.
Rachmaninov, à l'instar de nombreux compositeurs russes de son époque, a écrit relativement peu de musique de chambre. On compte dans ce genre deux trios avec piano, tous deux nommés Trio élégiaque (le second est un hommage à Tchaïkovski), une Sonate pour violoncelle et piano, et les Morceaux de salon pour violon et piano.
Rachmaninov a composé un total de 83 chansons (románsy en russe) pour voix et piano, toutes écrites avant qu'il ne quitte définitivement la Russie en 1917,. La plupart ont été composées sur des textes d'écrivains et de poètes romantiques russes, tels qu'entre autres Pouchkine, Lermontov, Fet, Tchekhov et Tolstoï. Sa chanson la plus populaire est la Vocalise sans paroles, qu'il a ensuite arrangée pour orchestre.

### Influences
Du point de vue du style, Rachmaninov n’est pas réellement un novateur : ses compositions restent fermement ancrées dans la tradition romantique, même s’il a tenté progressivement d’utiliser une palette harmonique un peu plus étendue. L'un de ses chefs-d'œuvre, L'Île des morts, est une exposition d'images sentimentales à l'état pur mettant en valeur des harmonies souvent riches, une ligne mélodique qui plonge l'auditeur dans le mystère existentiel du cœur et de la pensée, et une orchestration qui nous remet en mémoire le rôle joué par Berlioz dans l'histoire de la musique russe de la deuxième moitié du XIXe siècle.
Le style de Rachmaninov est très influencé, au début de sa carrière de compositeur, par Piotr Ilitch Tchaïkovski (dont la mort, en 1893, l'amène à composer son second trio élégiaque à la mémoire de son idole).
Il commence à trouver un style qui lui est propre lorsqu'il compose sa première symphonie : ses gestes puissants et sa force physique utilisée pour exprimer les nuances musicales sont sans précédent chez les compositeurs russes de l'époque. Il exprime dans cette symphonie une sobriété dans ses thèmes musicaux qu'il développe et affine avec le temps. Cette symphonie est accueillie de manière mitigée par le public, mais le style de Rachmaninov se développe tout de même dans ce que l'on pourrait qualifier d'un mélange équilibré entre concision et raffinement.
On retiendra de Rachmaninov, également, son usage d'accords très espacés : son Deuxième concerto pour piano, son Étude-tableau en mi bémol majeur et surtout son Prélude en si mineur.
Son style est également très marqué par les chants russes de la religion orthodoxe. Une grande partie de son matériau thématique (pour la composition de ses mélodies) est inspiré de ces chants. L'influence religieuse se retrouve également dans son emploi de la structure du Dies iræ (notamment, sa Rhapsodie sur un thème de Paganini).
Une autre caractéristique du style musical de Rachmaninov est son usage du contrepoint chromatique (venant de son apprentissage auprès de Taneïev). Cette technique, datant du Moyen Âge, est magnifiée par Rachmaninov, qui l'utilise tant à petite échelle (tierces, ou quartes dissonantes) ou à grande échelle (douzième voire treizième pour certains de ses accords, que beaucoup de pianistes ne peuvent jouer faute d'avoir les mains assez grandes).
La dernière réplique de la pièce Oncle Vania d'Anton Tchekhov a inspiré Rachmaninov pour écrire Nous nous reposerons (op. 26 no 3 : « My otdokhniom » en russe, « We shall rest » en anglais).

### Style de composition
Le style de Rachmaninov est d'abord influencé par Tchaïkovski. Au milieu des années 1890, cependant, ses compositions commencent à prendre un ton plus personnel. Sa première symphonie présente de nombreuses caractéristiques originales. Ses gestes brusques et sa puissance d'expression sont sans précédent dans la musique russe de l'époque. Ses rythmes souples, son grand lyrisme et sa stricte économie de matériel thématique sont autant de caractéristiques qu'il a conservées et affinées dans ses œuvres ultérieures. Après la mauvaise réception de la symphonie et trois années d'inactivité, le style personnel de Rachmaninov évolue considérablement. Il commence à s'orienter vers des mélodies lyriques, souvent passionnées. Son orchestration devient plus subtile et plus variée, avec des textures soigneusement contrastées. Dans l'ensemble, son écriture devient plus concise.

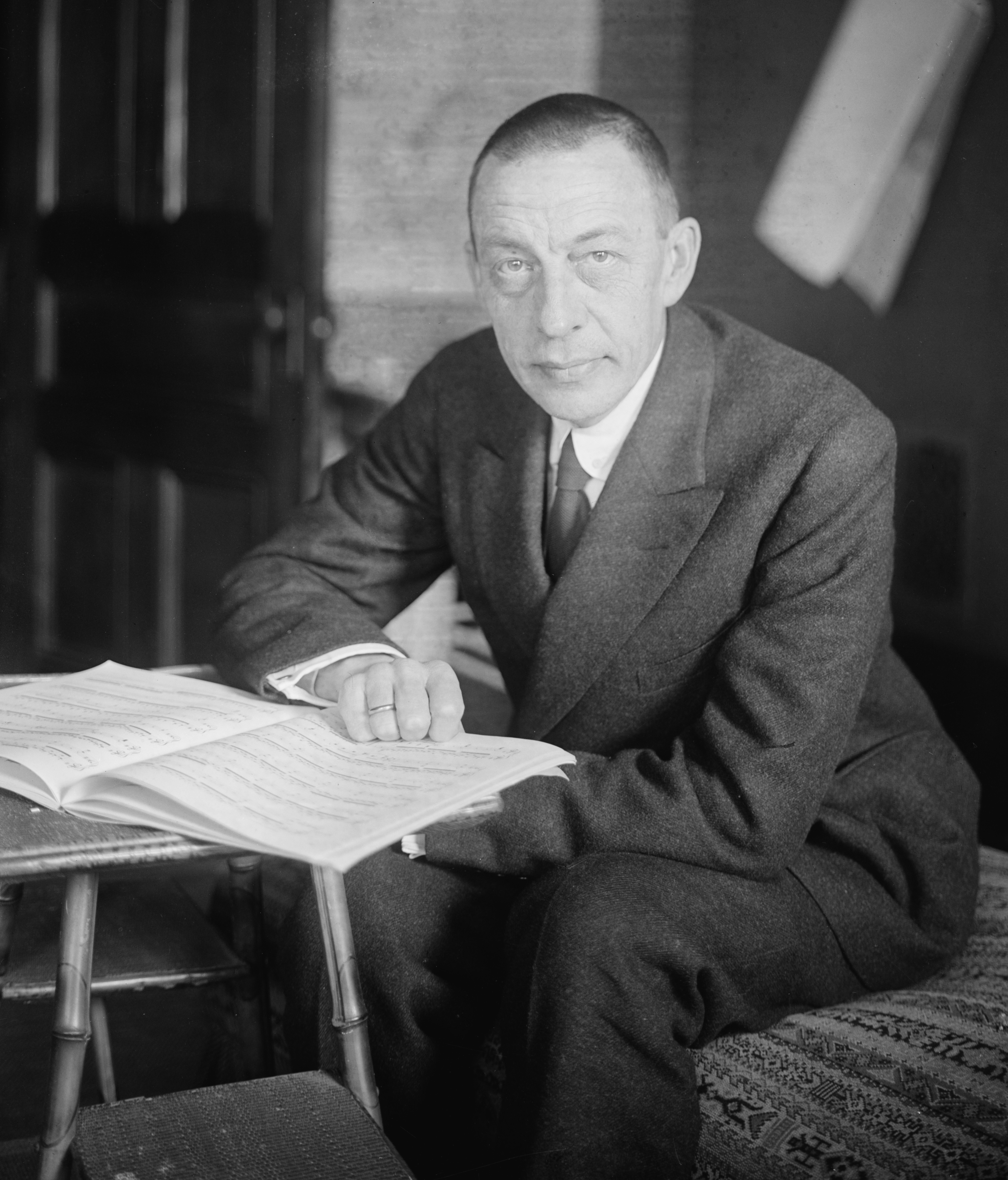
Rachmaninov avec une partition de piano.

L'utilisation par Rachmaninov d'accords inhabituellement espacés produisant la sonorité de cloches est particulièrement notable : on la retrouve dans de nombreuses pièces, notamment dans Les Cloches, son deuxième concerto pour piano, dans son Étude-Tableaux en mi bémol majeur (Op. 33, no 7), et dans le Prélude en si mineur (Op. 32, no 10). « Il ne suffit pas de dire que les cloches des églises de Novgorod, Saint-Pétersbourg et Moscou ont influencé Rachmaninov et occupent une place importante dans sa musique. C'est une évidence. Ce qui est extraordinaire, c'est la variété des sons de cloches et l'étendue des fonctions structurelles et autres qu'elles remplissent. » Il aime également les chants orthodoxes russes, et les utilise de manière claire dans ses Vêpres. Ces chants sont à l'origine de nombre de ses mélodies,.
Parmi les motifs fréquemment utilisés par Rachmaninov se trouve le Dies Irae. Rachmaninov avait une grande maîtrise du contrepoint et de la fugue, grâce à ses études avec Taneïev. L'apparition du Dies Irae dans la Symphonie no 2 (1907) en est un exemple. Le contrepoint chromatique est caractéristique de son écriture. Le Troisième concerto pour piano témoigne d'une ingéniosité structurelle, tandis que chacun des préludes se développe à partir d'un minuscule fragment mélodique ou rythmique pour devenir une miniature tendue et puissamment évocatrice, cristallisant une humeur ou un sentiment particulier tout en utilisant une complexité de texture, une flexibilité rythmique et une harmonie chromatique brillante.
Lorsque la révolution d'Octobre le force à quitter la Russie, le style de Rachmaninov est déjà en pleine mutation. La structure harmonique de ses œuvres s'affine encore lorsqu'il arrive aux États-Unis, notamment avec l'arrivée d'ornementations chromatiques. D'autres changements apparaissent dans son Premier concerto pour piano révisé, qu'il termine juste avant de quitter la Russie, ainsi que dans les chansons de l'Op. 38 et les Études-Tableaux de l'Op. 39. Dans ces deux ensembles, Rachmaninov s'intéresse moins à la mélodie pure qu'à la couleur. Son style proche de l'impressionnisme s'accorde avec les textes des poètes symbolistes. Les Études-Tableaux de l'Op. 39 sont parmi les pièces les plus exigeantes qu'il ait écrites pour n'importe quel instrument, à la fois techniquement et dans le sens où l'interprète doit voir au-delà des défis techniques une gamme considérable d'émotions, afin d'unifier tous ces aspects.
Au début des années 1930, son ami Vladimir Wilshaw remarque que son style devient plus extraverti (il casse occasionnellement des cordes de son piano lors de représentations). Ses compositions, notamment les Variations sur un thème de Corelli (1931, op. 42), et ses Études-Tableaux (op. 39) sont plus incisives dans la rythmique, et utilisent plus de chromatisme. Cela sera caractéristique de toutes ses œuvres ultérieures : le Concerto pour piano no 4 (Op. 40, 1926) est composé dans un style plus introverti sur le plan émotionnel, avec une plus grande clarté de texture. Néanmoins, certaines de ses plus belles mélodies (nostalgiques et mélancoliques) se retrouvent dans la Symphonie no 3, la Rhapsodie sur un thème de Paganini et les Danses symphoniques.
Le théoricien de la musique et musicologue Joseph Yasser, dès 1951, met en évidence des tendances progressistes dans les compositions de Rachmaninov. Il découvre l'utilisation par Rachmaninov d'un chromatisme intra-tonal qui contraste considérablement avec le chromatisme inter-tonal de Richard Wagner et avec le chromatisme extra-tonal des compositeurs plus radicaux du vingtième siècle comme Arnold Schönberg. Yasser postule qu'une utilisation caractéristique variable, subtile, mais constante de ce chromatisme intra-tonal imprègne la musique de Rachmaninov.
Dans une étude publiée en 2020 évaluant la nouveauté et l'influence de 900 compositions classiques pour piano écrites par 19 compositeurs entre 1700 et 1900, Rachmaninov apparaît en innovation en première position, suivi de J. S. Bach, Brahms et Mendelssohn. Ses œuvres sont plus innovantes à la fois par rapport à celles des 18 autres compositeurs et en comparant ses dernières œuvres avec ses premières.

### Réputation de l'œuvre

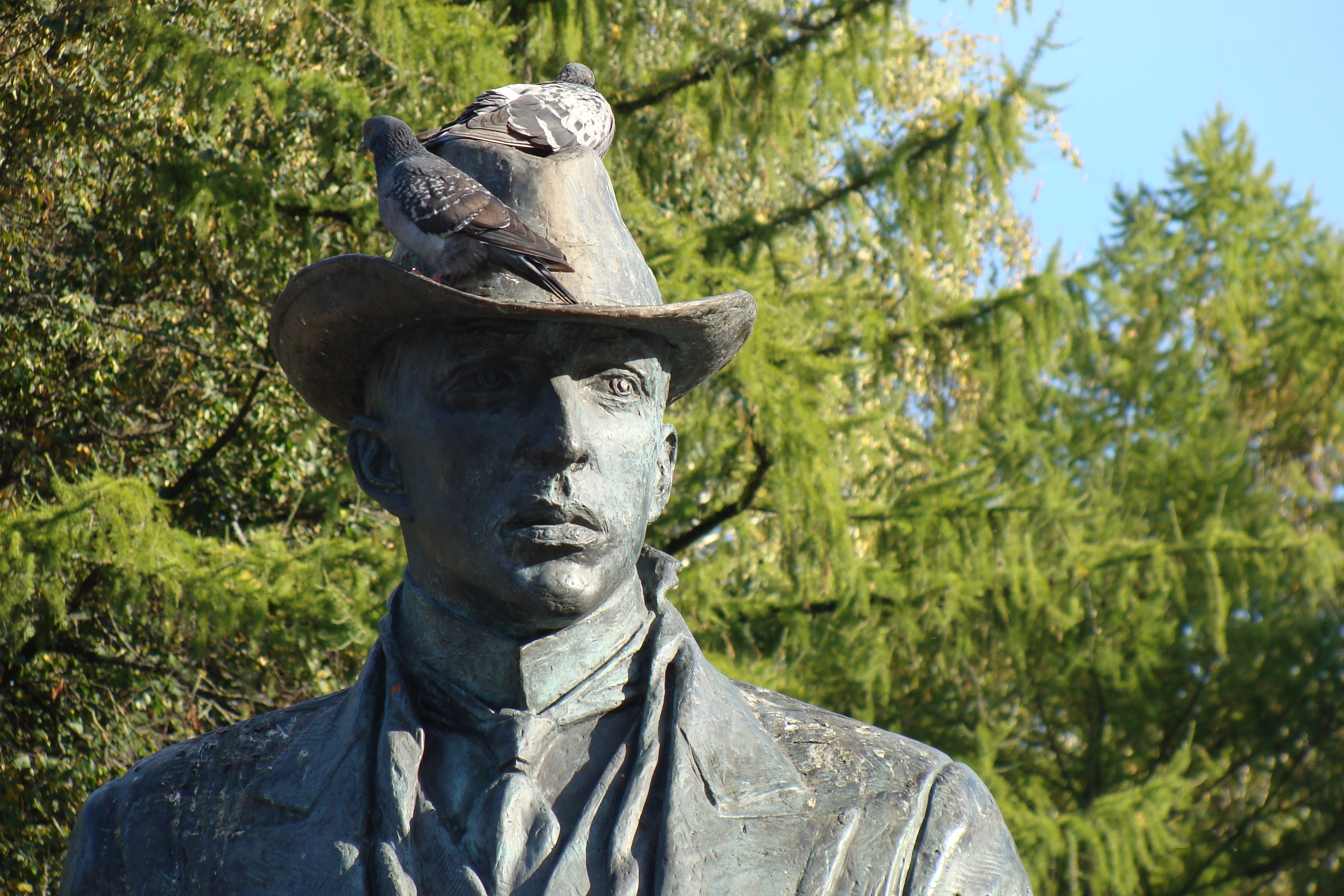
Partie supérieure de la statue de Rachmaninov par à Veliky Novgorod.

La plupart de l'œuvre de Rachmaninov est écrite au XXe siècle. Aux influences de Rimsky-Korsakov et Tchaïkovski, elle ne suit pas les mutations esthétiques de son époque. Ses œuvres « américaines », créées entre 1927 et 1943, ont la plupart reçu l'hostilité des critiques de l'époque. Le compositeur et critique Kaikhosru Shapurji Sorabji est l'un de ses plus ardents défenseurs : « Un cliché à bon marché, particulièrement en Angleterre et en Amérique, veut qu'un individu ne puisse être à la fois un grand interprète et un grand créateur. Quand il excelle des deux côtés, comme Liszt ou Busoni, alors il faut à tout prix renforcer ce mensonge, et l'on assiste à des campagnes de dénigrement systématique, où l'œuvre se trouve qualifiée de "musique virtuose", "musique de pianiste" et ainsi de suite, sans le moindre souci d'honnêteté ni d'équité. »
Les articles sur Rachmaninov du Grove Dictionary of Music and Musicians de 1954 et 1980 montrent bien le rejet de sa musique puis l'évolution des mentalités :
- « En tant que pianiste, Rachmaninov était l'un des meilleurs artistes de son temps ; en tant que compositeur, on ne peut prétendre qu'il ait appartenu à son temps […]. Techniquement il était très doué, mais aussi sévèrement limité. Sa musique est bien construite, efficace, mais monotone dans sa texture, laquelle consiste essentiellement en mélodies artificielles et débordantes, accompagnées par toutes sortes de formules dérivées d'arpèges[214] »[216] ;
- « Il était l'un des meilleurs pianistes de son temps et, en tant que compositeur, le dernier grand représentant du romantisme russe tardif. Aux influences de Rimsky-Korsakov, Tchaïkovsky et autres compositeurs russes sur ses premières œuvres, fit bientôt place un langage lyrique et hautement individuel qui, s'il n'eut pas de forte incidence sur le développement de la musique russe, n'en est pas moins marqué par une expression sincère et une technique habile[217]. »

## Discographie
Rachmaninov a enregistré environ 10 heures de musique : des pièces pour piano (Rachmaninov, Chopin…), de la musique de chambre avec Fritz Kreisler (sonates de Beethoven, Grieg et Schubert), ses quatre concertos, la fameuse Rhapsodie sur un thème de Paganini et quelques transcriptions. Rachmaninov s'est beaucoup intéressé au disque et a beaucoup pensé à la postérité : il avait prévu d'enregistrer le Concerto de Schumann, le 5e Concerto de Beethoven et même d'enregistrer des duos avec son ami Vladimir Horowitz. Même s'il n'a pu réaliser tous ces projets, il subsiste une discographie assez importante pour l'époque…
À son arrivée en Amérique, la mauvaise situation financière de Rachmaninov l'incite en 1919 à enregistrer une sélection de pièces pour piano pour Edison Records sur leurs disques Diamond Disc, dans le cadre d'un contrat limité à dix faces. Rachmaninov estimait que ses interprétations variaient en qualité et demandait l'approbation finale avant une sortie commerciale. Edison accepta, mais publia tout de même plusieurs prises, une pratique inhabituelle qui était la norme chez Edison Records. Rachmaninov et Edison Records étaient satisfaits des disques publiés et souhaitaient en enregistrer davantage, mais Thomas Edison refusa, affirmant que les dix faces étaient suffisantes. Ceci, en plus de problèmes techniques dans les enregistrements et du manque de goût musical d'Edison, conduit à l'agacement de Rachmaninov envers la compagnie, et il quitte Edison Records dès la fin du contrat. En 1920, Rachmaninov signe un contrat avec la Victor Talking Machine Company. Contrairement à Edison, la société se plie volontiers à ses demandes et construit son image de marque par la présence de Rachmaninov. Il continue à enregistrer pour Victor jusqu'en 1942, lorsque la Fédération américaine des musiciens impose à ses membres une interdiction d'enregistrement dans le cadre d'une grève concernant le paiement des redevances. Rachmaninov meurt en mars 1943, plus d'un an et demi avant que RCA Victor ne s'entende avec le syndicat et ne reprenne ses activités d'enregistrement commercial.

### Sur phonographe

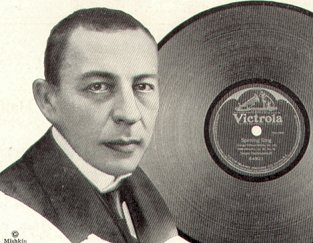
Un des disques d'enregistrement de Rachmaninov de 1921, publicité de l'entreprise Victor Talking Machine Company.

Renommées sont ses interprétations du Carnaval de Schumann et de la Sonate Marche Funèbre de Chopin, ainsi que de nombreuses autres pièces plus courtes. Il enregistre ses quatre concertos pour piano avec l'Orchestre de Philadelphie, y compris deux versions du deuxième concerto dirigé par Leopold Stokowski (un enregistrement acoustique en 1924 et un enregistrement complet électrique en 1929), ainsi qu'un enregistrement en première mondiale de la Rhapsodie sur un thème de Paganini, peu de temps après la création en 1934 avec l'Orchestre de Philadelphie dirigé par Stokowski. Les premier, troisième et quatrième concertos sont enregistrés avec l'Orchestre de Philadelphie sous la baguette d'Eugene Ormandy de 1939 à 1941. Rachmaninov enregistre également sa Troisième Symphonie, l'Île des morts et son orchestration de la Vocalise op. 34, no 14,.
Rachmaninov n'a jamais enregistré pour la radio ; peu après un concert à Paris le 2 décembre 1928, il en profite pour s'en expliquer dans une interview « La Radio et la grande Musique » :
« La Radio n'est pas assez parfaite pour rendre justice à la bonne musique. C'est pour cela que j'ai toujours refusé de jouer pour la Radio... Mais aussi, je déplore que l'on puisse écouter la musique aussi confortablement... Car pour apprécier la bonne Musique, l'esprit doit être en alerte et réceptif sur le plan émotionnel. Et cela, votre esprit ne peut l'être, si vous êtes assis chez vous, les pieds posés sur une chaise. Non, écouter de la musique est plus fatigant que cela. La musique est comme la poésie. Elle est une passion et elle est un problème. Vous ne pouvez l'apprécier et la comprendre en étant simplement assis et en la laissant s'infiltrer dans vos oreilles. »

### Sur rouleaux pour piano
L'entreprise American Piano Company (en) était un fabricant américain de pianos situé à East Rochester, New York, connu pour la production de rouleau de piano de haute qualité. Un grand nombre de pianistes classiques et populaires distingués dont Rachmaninov ont enregistré pour Ampico.

## Distinctions et héritage
Outre les récompenses reçues de son vivant, Rachmaninov se voit recevoir un accueil posthume élargi et divers.

### Distinctions
Il devient docteur honoris causa à 50 ans de l'université du Nebraska en 1922.

### Hommages

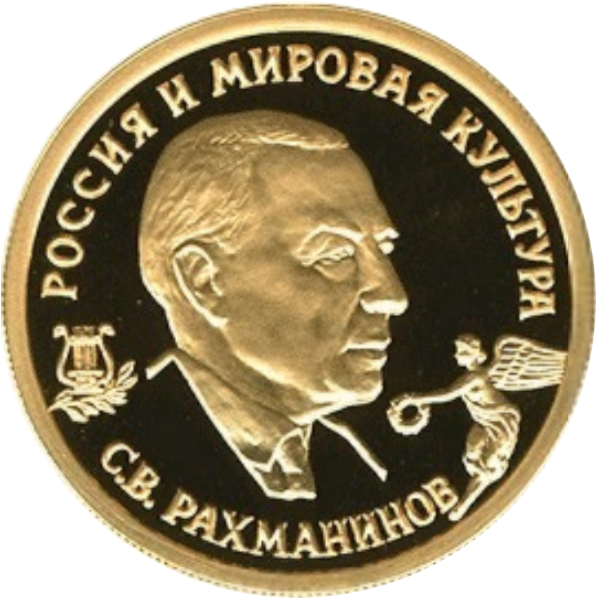
Une pièce russe de monnaie commémorative de Rachmaninov.

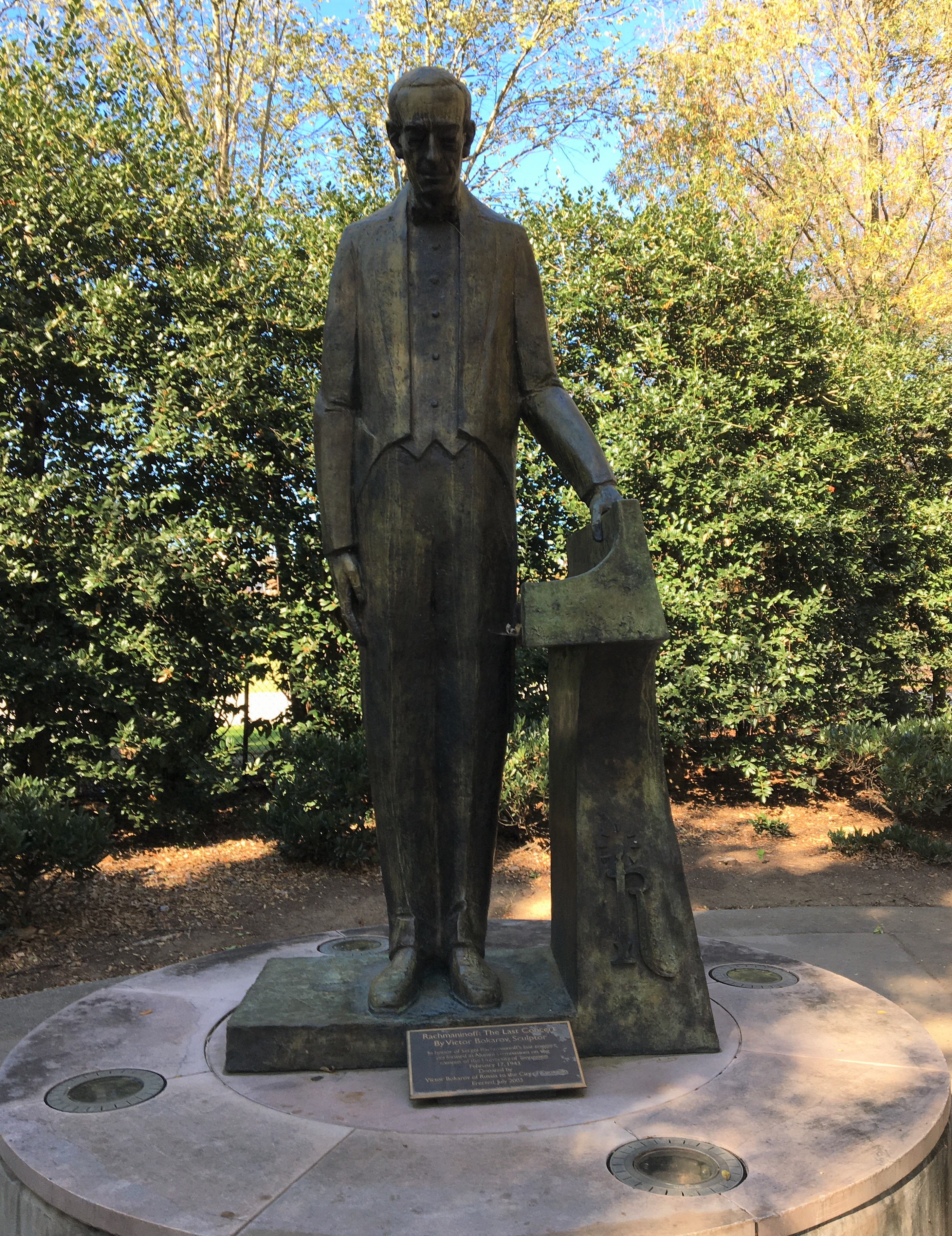
Statue commémorant le dernier concert de Rachmaninov, à Knoxville.

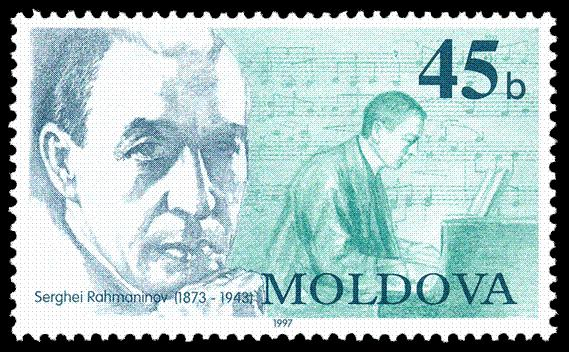
Timbre-poste de Moldavie de 1997, en l'honneur du compositeur.

Le Conservatoire Serge-Rachmaninoff de Paris (fondé en 1923 et dont le compositeur fut le premier président d'honneur), ainsi que des rues de Veliky Novgorod (proche de sa ville natale) et de Tambov, portent le nom du compositeur. En 1986, le Conservatoire de Moscou dédie à Rachmaninov une salle de concert dans ses locaux, et en 1999, un monument « Sergueï Rachmaninov » est dressé à Moscou. Un autre monument à la mémoire de Rachmaninov est inauguré le 14 juin 2009 à Veliky Novgorod, près de sa ville natale. Une statue intitulée « Rachmaninov : le dernier concert », conçue et sculptée par Victor Bokarev, se dresse au World's Fair Park de Knoxville, dans le Tennessee, en hommage au compositeur.
Sont de plus nommés en son honneur :
- l'astéroïde (4345) Rachmaninoff[227] ;
- le cratère mercurien Rachmaninoff[228] ;
- le jardin Rachmaninov, à Paris ;
- le glacier Rachmaninov, en Antarctique, au sud de l'île Alexandre-Ier ;
- la vodka Rachmaninoff.

La Rachmaninoff Society, organisme créé en 1990, a pour but de promouvoir à travers le monde la musique de Sergueï Rachmaninov.

### Dans la culture populaire
Le compositeur a fait l'objet de plusieurs films biographiques. Par exemple, Vetka sireni (2007), réalisé par Pavel Lounguine ; la comédie musicale Preludes (2015) de Dave Malloy, dépeignant la lutte de Rachmaninov contre la dépression et le syndrome de la page blanche, ou The Joy of Rachmaninov (2016), un documentaire réalisé par Benjamin Whalley. En outre, sa musique a été utilisée dans plus de 220 films et programmes de télévision, en particulier dans Sept Ans de réflexion, film de Billy Wilder avec Marilyn Monroe.